# Městské opevnění (Broumov)
Městské opevnění v Broumově je torzovitý pozůstatek středověké a zčásti raně barokní fortifikace města a přilehlého kláštera pocházející převážně z 2. poloviny 14. století. Od roku 1958 jsou části dochovaného opevnění chráněny jako kulturní památka, spadají taktéž do Městské památkové zóny Broumov. Historické jádro města leží na ostrohu nad pravým břehem řeky Stěnavy a utváří středověký půdorys tzv. slezského typu. V minulosti jej ohraničovaly dvě brány – Horní (Slezská) a Dolní (Česká). Zástavba, která kopíruje plošinu ostrohu, tvoří tvar hruškovitého charakteru a je vymezená hradbami a jejími dochovanými částmi.

## Broumov jako kolonizační poddanské město a městská práva
Broumov byl založen jako poddanské kolonizační město s podřízením církevní autoritě v podobě opatů pozdějšího kláštera. K povýšení z osady na město došlo díky právu trhu s největší pravděpodobností již roku 1255, i když první písemnou zmínku máme k dispozici až o rok později. Vlna německé kolonizace zasáhla Broumovský výběžek za opata Martina (1253–1278) a byla původně řízena z Police nad Metují. Sídlo vzniklé tzv. na zeleném drnu na ostrohu nad pravým břehem řeky Stěnavy bylo již tehdy výhodně zvoleno lokátorem, jelikož strmé skalnaté srázy tvořily přirozené opevnění. Dále byla patrná důležitost přilehlé zemské hranice Kladska a obchodní cesty do dolnoslezské Vratislavi. Za hlavního aktéra kolonizace je považován fojt Wicher, od kterého je vykoupen k roku 1266 nemalý prostor u tržiště a dvoru na předměstí.
Zásadním milníkem pro Broumov byl rok 1348, kdy Karel IV. rozšířil právo měst Kladska a Hradce Králové (magdeburské právo) opatovi a tím pádem i právo hradební. Broumov se však formálně nikdy nestal královským městem. Fakticky však musela být stavba potvrzena církevními hodnostáři, měšťané pravděpodobně začali s počátečními plány výstavby nedovoleně. Výrazně se tak projevují emancipační tendence poddanského města s počáteční snahou o stavbu městského opevnění, které bylo zakázáno na základě stížnosti klášterní vrchnosti roku 1357, přičemž k dohodě pak došlo k roku 1359. Přilehlý původně vrcholně gotický klášterní kostel sv. Vojtěcha je pak poprvé zmiňován téhož roku a částečně také dotvářel obrannou funkci. Následné rozsáhlé budování potvrzuje ekonomickou prosperitu města.

## Středověká městská fortifikace a jádro města

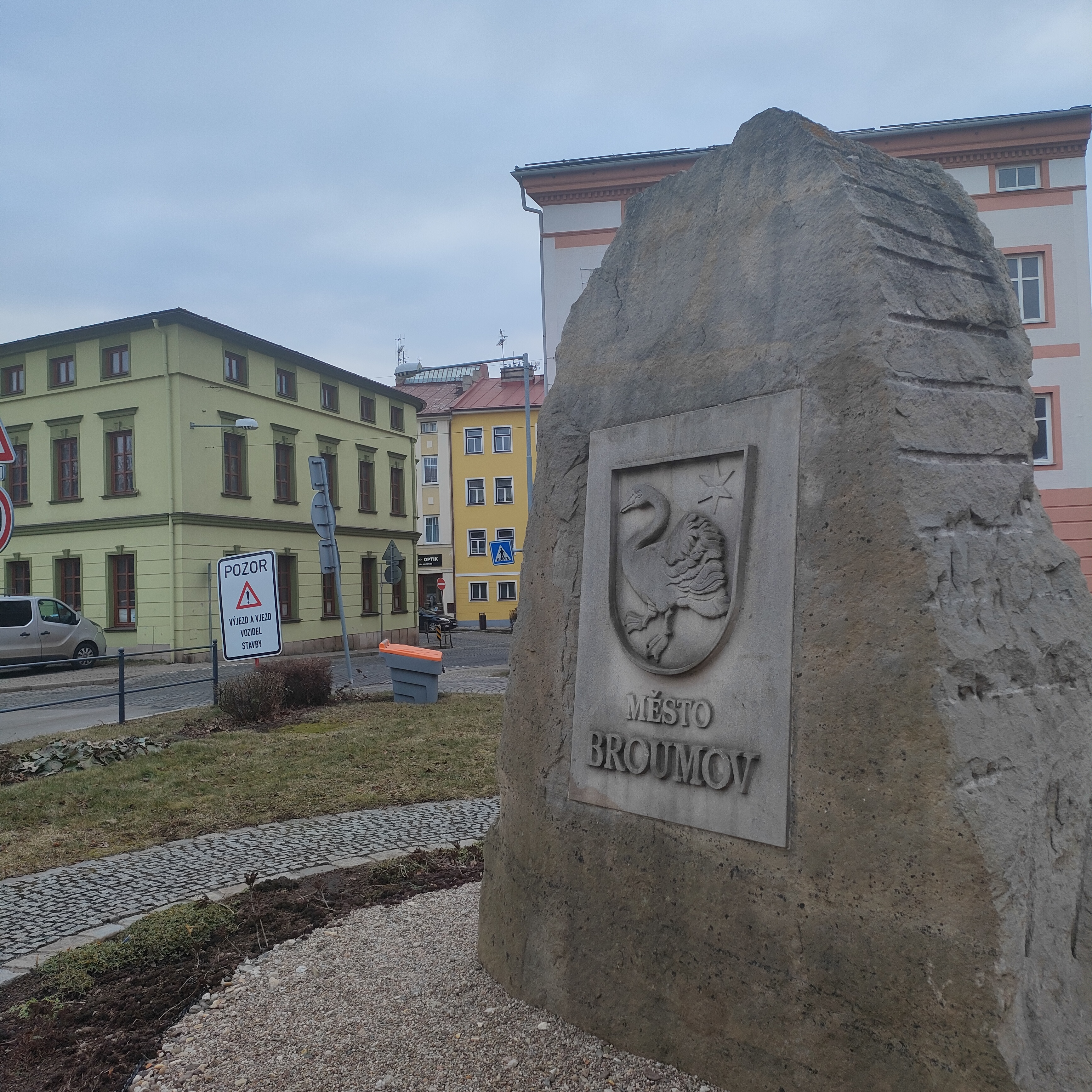
Pohled na vjezd do města od bývalé Horní brány s městským znakem Broumova

Prostor vyměřeného jádra města v podobě pozdějšího prostoru za hradbami (intravilánu) i s klášterním prostorem (původním hradem) činil 10 ha. Po výstavbě byl jasně ohraničen městským a klášterním opevněním. Urbánní morfologie představovala dispozici slezského typu a půdorys hruškovitého tvaru. Jednalo se tedy o dvě hlavní ulice sbíhající se na centrální tržiště (velké obdélné náměstí, dnešní Mírové náměstí) a spojující malý rynek trojúhelníkovitého charakteru, tj. dnešní Malé náměstí. Páteřní osa propojila brány Horní a Dolní, které zároveň vymezovaly prostor městiště. Uliční systém v rámci sítě dotvářely tři příčné ulice. Zástavba, která zároveň kopíruje vyvýšenou plošinu ostrohu, je vymezená hradbami. Terén městiště s intravilánem od severu k jihu za náměstím postupně klesá spolu s výší skalních stěn až po splynutí a vyrovnání svahu s terénem pod městem u Dolní brány.
Celistvé opevnění s baštami, branami a fortnami-brankami tak vzniklo mezi lety 1360–1380. Nejsilnější část byla vybudována na severozápadní straně města, která byla i nejzranitelnější. Fortifikaci ohraničovaly dvě brány dle orientace – ve směru na sever to byla Horní brána (zvaná Slezská), na jihu pak Dolní (zvaná Česká). Dolní brána je doložena k roku 1403 jako hranolová průjezdní věž a bylo k ní připojeno směrem k jihu vnější opevnění (ohrazení) s klášterním poplužním dvorem. Do opevnění se promítly střídavě česko-slezské prvky, a město tak i v tomto ohledu dotvářelo multikulturní charakter.

## Klášterní opevnění a benediktini
Vývoj města a tím pádem i opevnění je neodmyslitelně spjatý s benediktiny a silným napojením na mateřský Břevnovský klášter. Broumovský klášter dotvořil linii opevnění s mladší výstavbou celku městského opevnění po jeho obvodu (půdorysu). Zároveň je však patrná rivalita a spory mezi církevními představiteli kláštera a měšťany z důvodu existence dvojího typu opevnění.

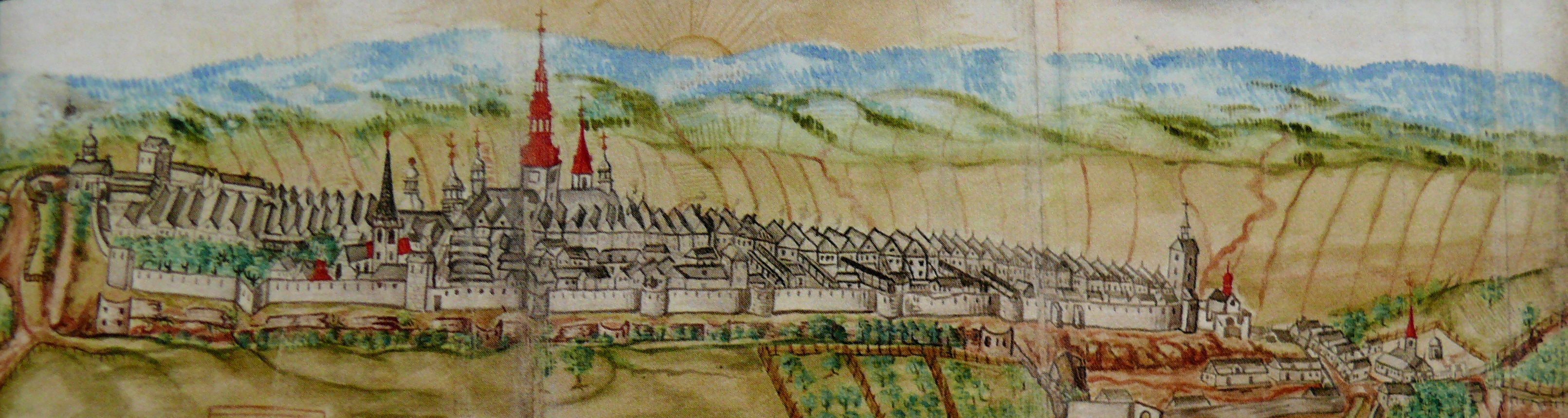
Zobrazení Broumova zasazeného v Broumovské kotlině od západní strany opevnění i s klášterem na vedutě z let 1676–1677 (po barokní přestavbě)

Patrně k roku 1294 je doloženo převorství na severním okraji ostrohu v podobě dřevěného hradu (tvrzi) jako centra místní benediktinské správy, které bylo však vzbouřenci vypáleno již roku 1300. Stálé sídlo jako základ broumovského kláštera v podobě proboštství (již kamenný hrad ve smyslu klášterní pevnosti s hradbami) bylo však vybudováno až mezi lety 1301 až 1306. Objekt byl částečně chráněn přirozenou bariérou nad ostrohem se skalnatými srázy ze dvou stran, jeho brána byla orientovaná k jihu směrem k městu.
Za husitských válek výrazně vzrostl význam města z důvodu vyplenění mateřského Břevnovského kláštera a přesunutí konventu k roku 1420. Z města se stala katolická základna-pevnost, která odolávala vpádům a plenění husitů i díky vojenské pomoci slezských knížat jako opěrného bodu až do roku 1428. I přes vypálení předměstí bylo město jako takové uhájeno. Zároveň vzniklo podél toku řeky Stěnavy na konci 14. století předměstí (Dolní Poříčí) jihovýchodním směrem od jádra města s hospodářským dvorem kláštera, který volně navazoval svým opevněním na jihovýchodní pás hradeb a jižní předbraní Dolní brány.
V základním půdorysu se jistě částečně shodoval s podobou, která je zachycena na nejstarším vyobrazení města s klášterem z roku 1609, kde jsou přítomny střílny, cimbuří a přilehlý příkop, který ho jistým způsobem odděloval od městské zástavby. Pravděpodobně byla však klášterní část otevřena propojením ve směru k městu, i když ne přímo napojena na ni.

Nicméně již po velkém požáru města roku 1549 byl klášter postupně přestavován. Klášterní komplex tak zaujímal výsadní postavení městské správy, zároveň však plnil obrannou úlohu. Své defenzivní funkce se vzdává barokní přestavbou a rozšířením o velkolepou klášterní zahradu mimo hradby až roku 1679.

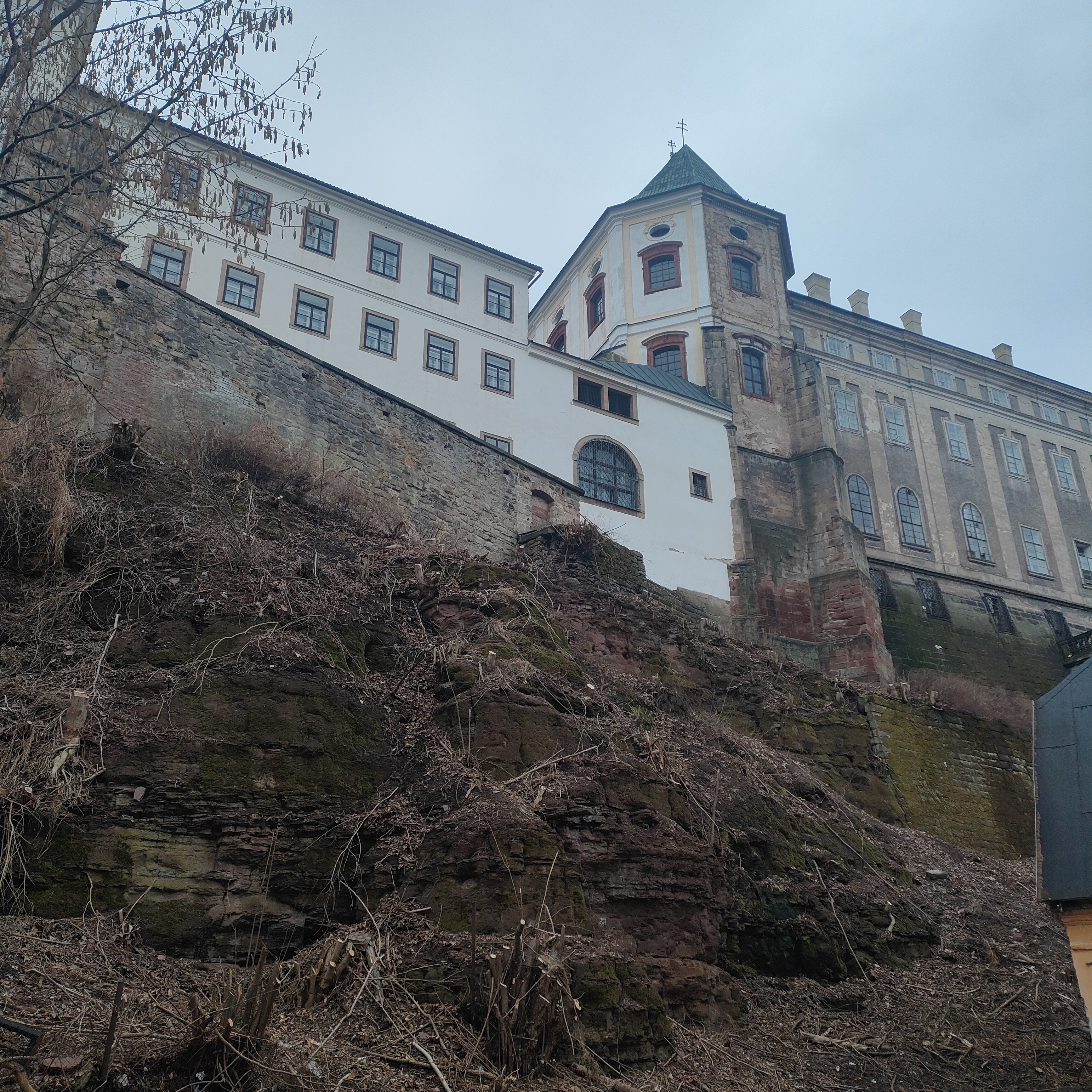
Opevnění pod broumovským klášterem s patrným skalnatým podložím
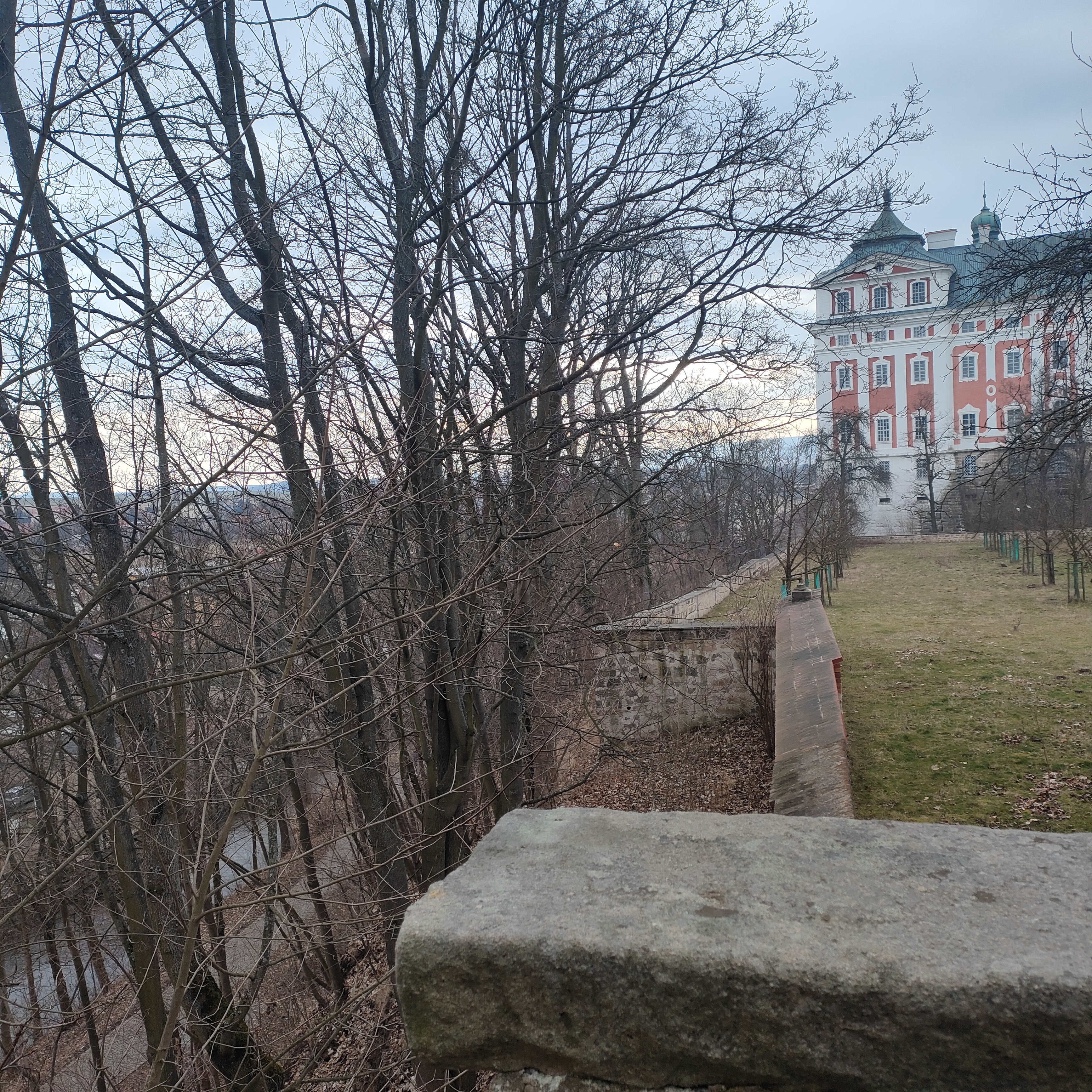
Pohled na Klášterní zahradu a její ohraničení nad ostrohem řeky Stěnavy
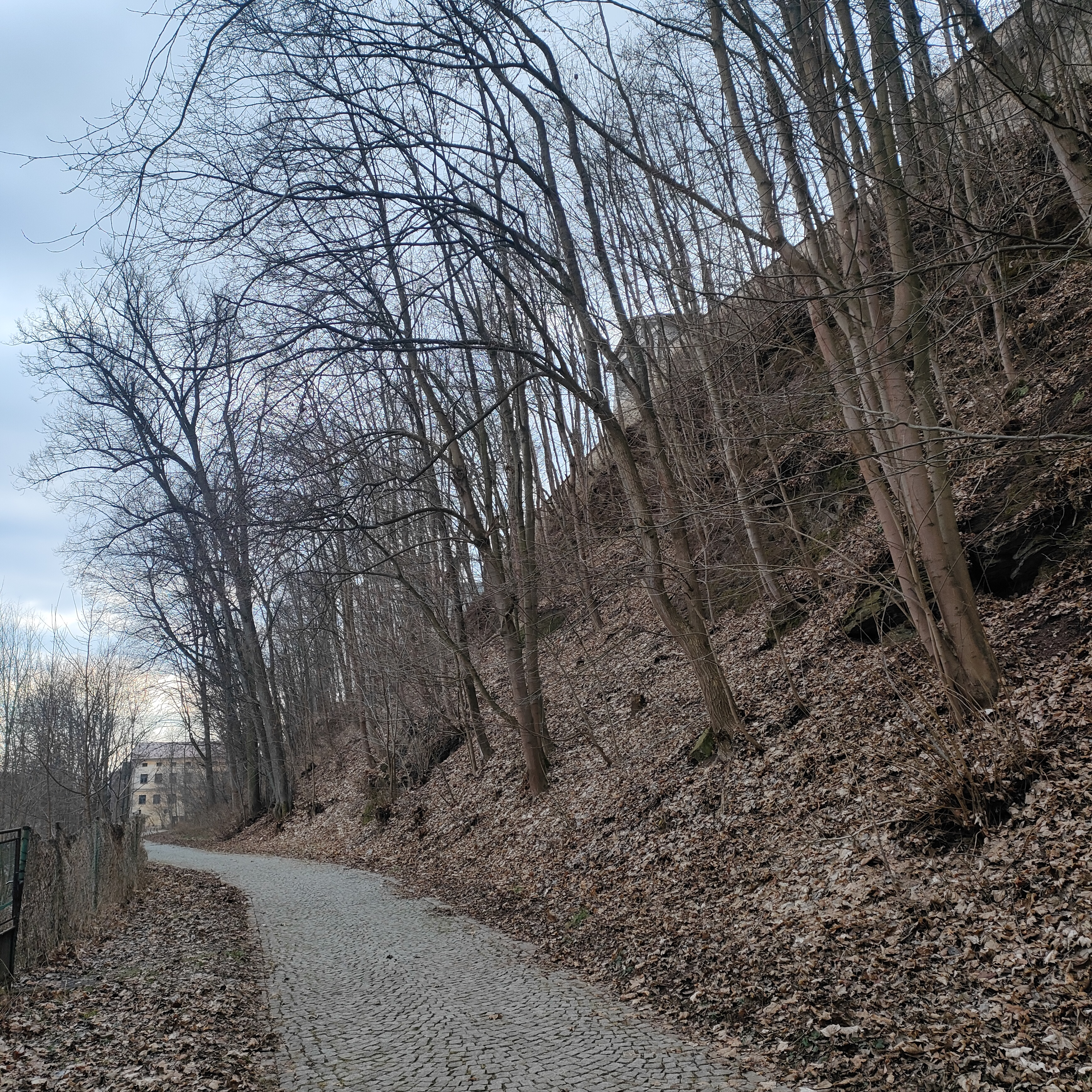
Strmé svahy pod klášterním opevněním u řeky Stěnavy
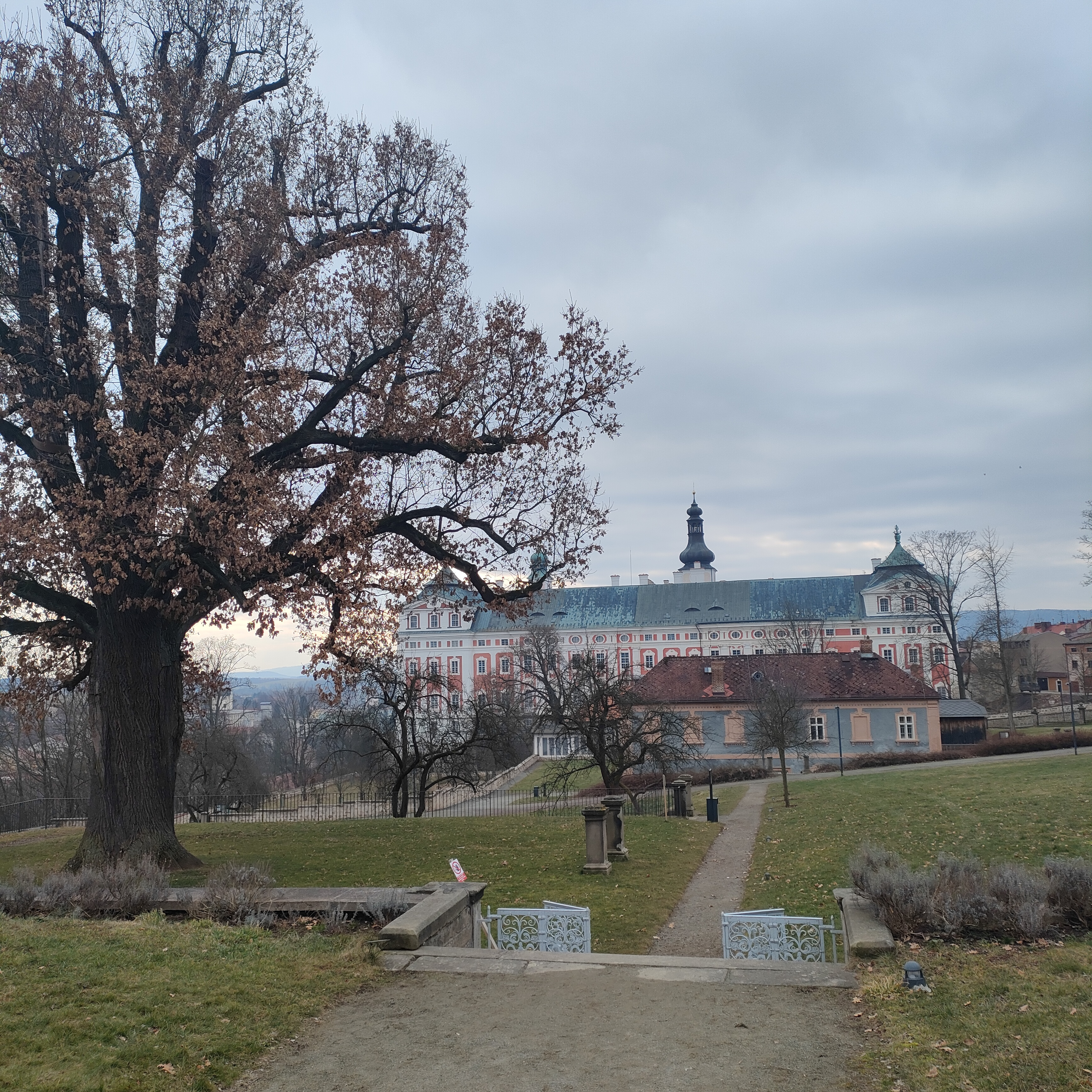
Pohled na současnou Klášterní zahradu s klášterem
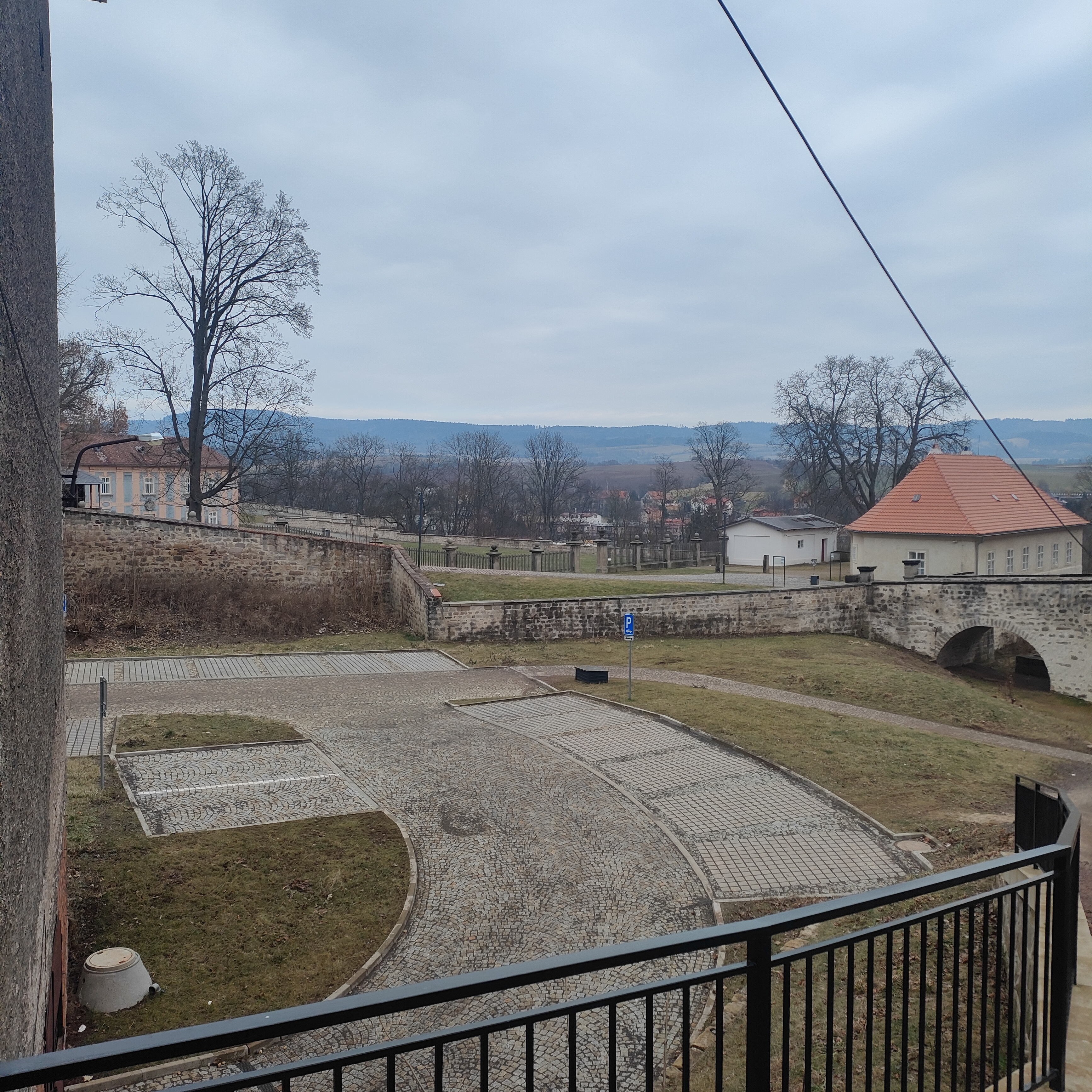
Relikty klášterního opevnění s výhledem na Javoří hory
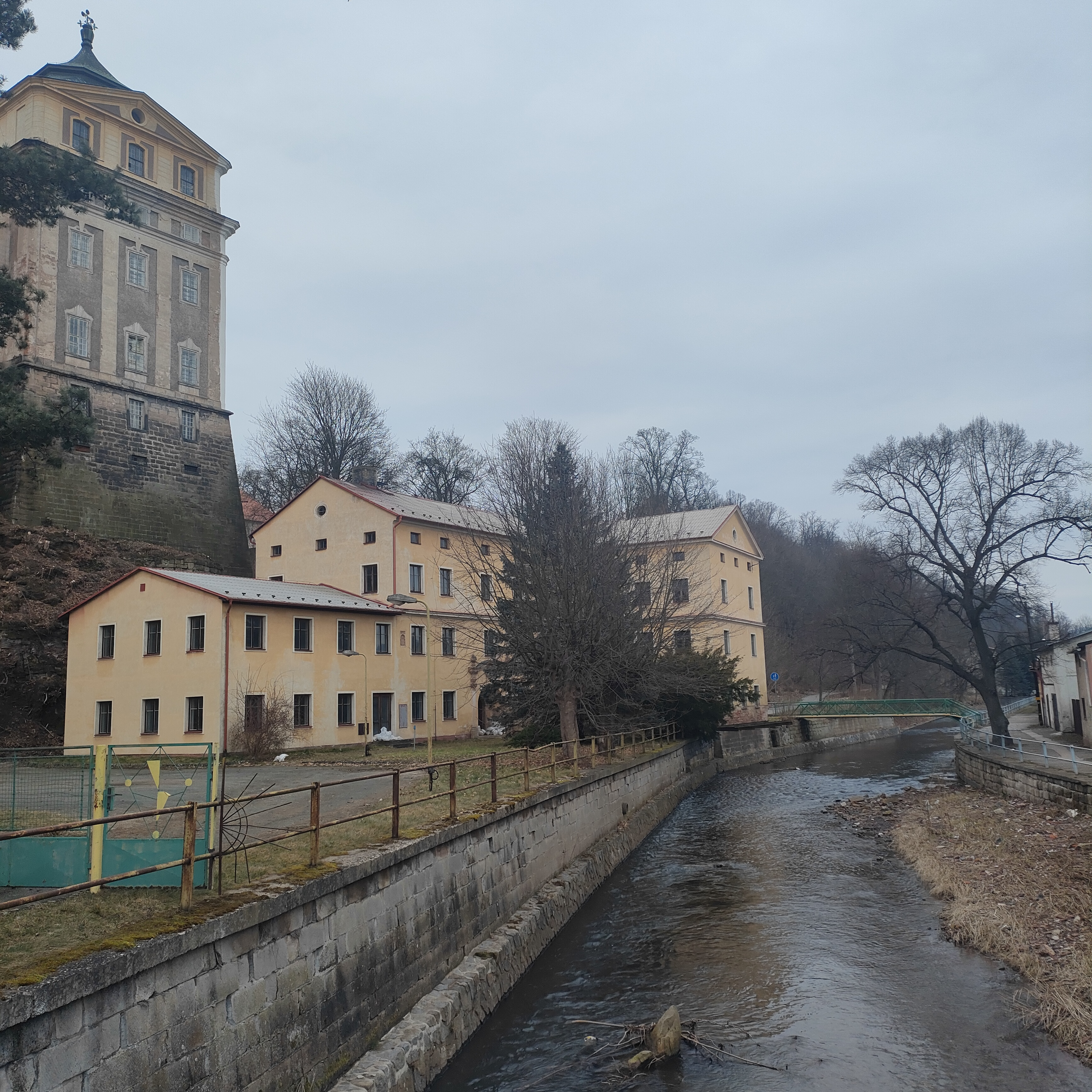
Údolí řeky Stěnavy pod broumovským klášterem
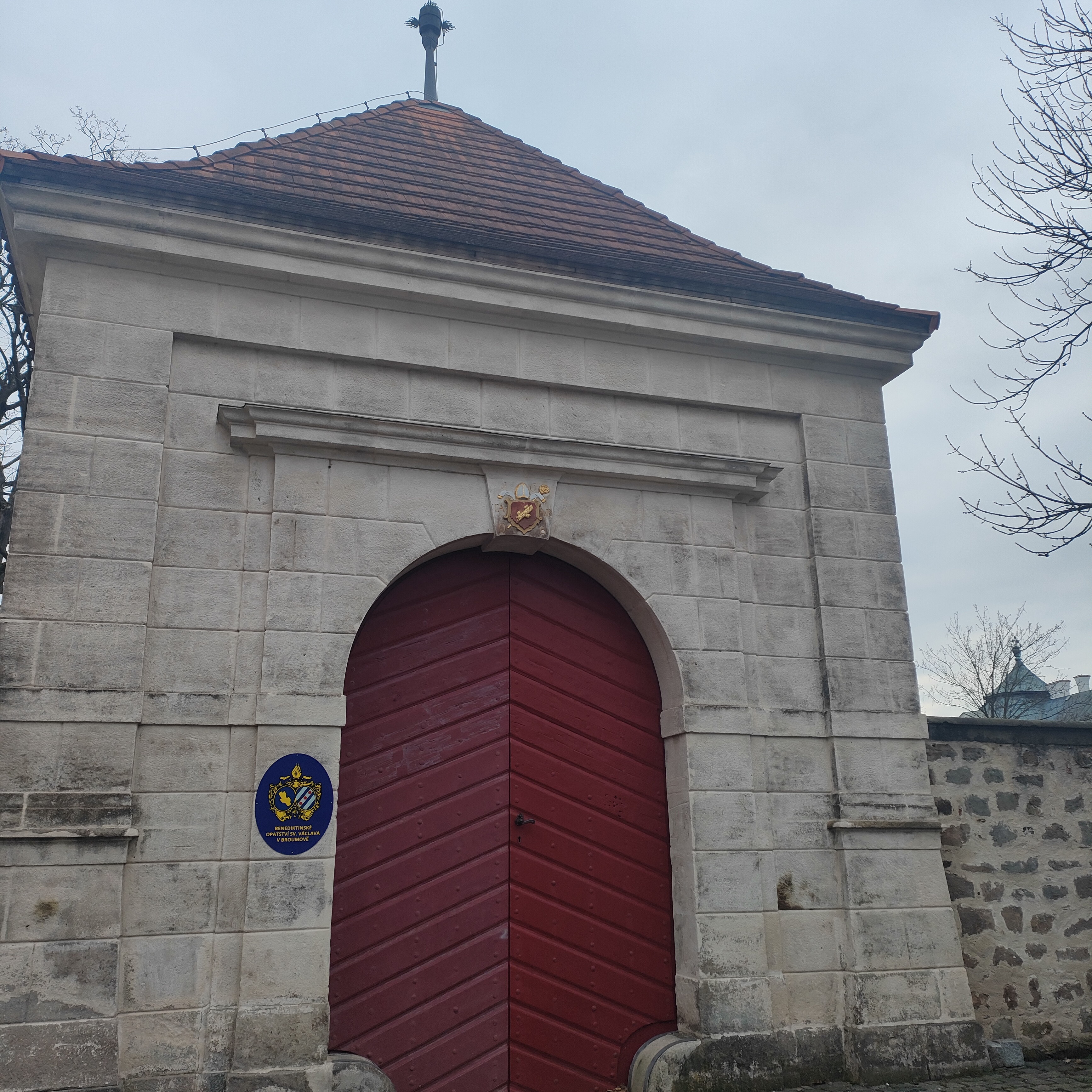
Brána broumovského kláštera u přilehlé zahrady

## Přestavby a další vývoj opevnění
Průběžné zesilování hradeb bylo naprosto klíčové až do 20. let 15. století pro následné ubránění pozice města před husitskými vpády. Naprostá většina finančních prostředků byla vkládána do rozsáhlých umělých terénních úprav jako je budování parkánů právě na západní straně (nejohroženější část města) s Kostelní brankou a vyhloubení šíjových příkopu na severní straně opevnění u Horní brány.
Postupně vznikly i čtyři fortny – zejména na západě Kostelní branka s věží (dnešní Kostelní náměstí s farou) a na východu Lázeňská branka s přilehlými hranolovými věžemi jako dvě hlavní branky. Opevnění bylo v místech Dolní brány a Lázeňské fortny vysunuté z linie opevnění, zatímco věž Kostelní fortny a věž Horní brány byly zasunuty za hradbami.

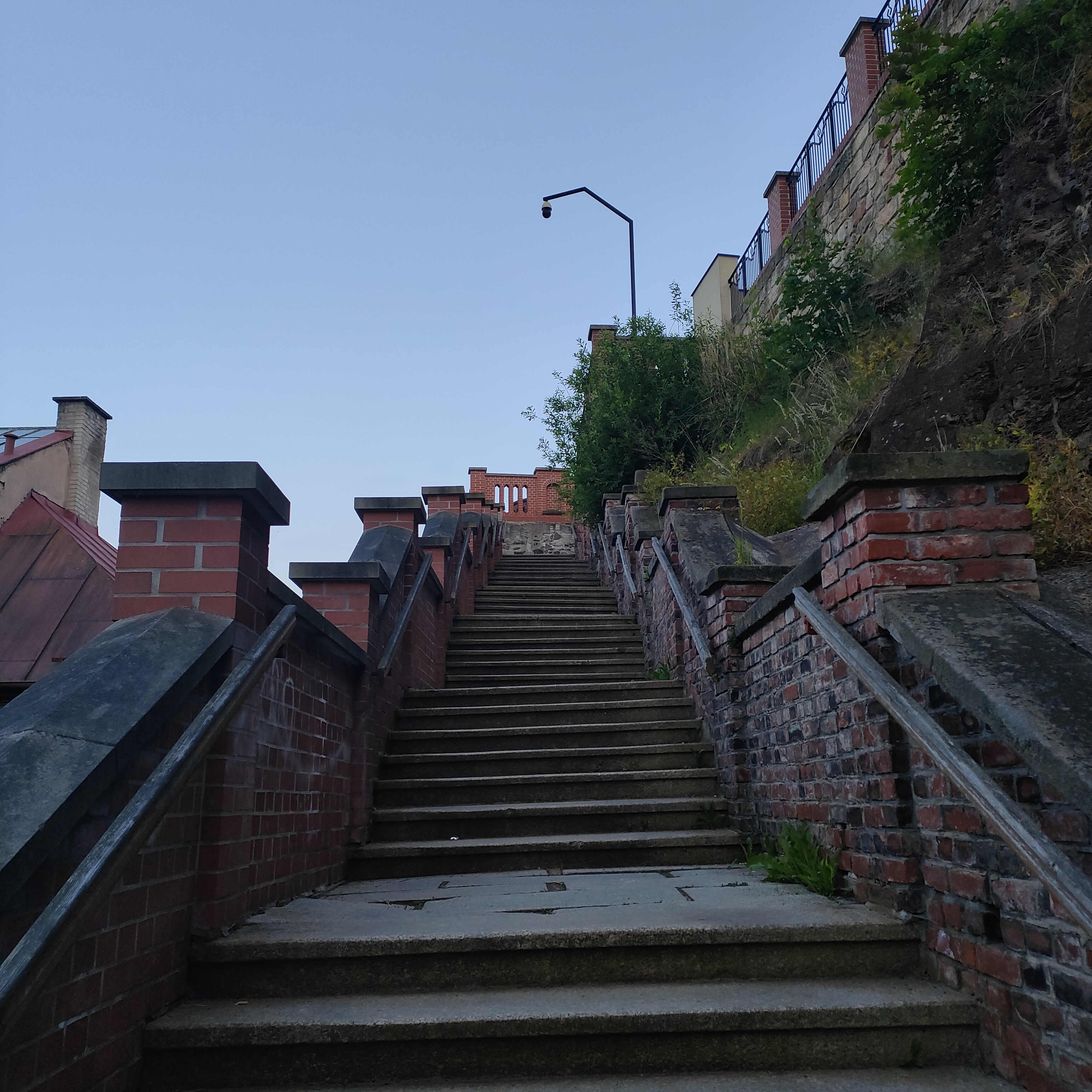
Pás východního broumovského opevnění se schodištěm u Lázeňské branky

V 1. polovině 16. století vzniká i barbakán Horní brány s půlkruhovým náspem a palisádou, během 16. či 17. století byly příkopy u Dolní brány překlenuty kamennými mosty. Taktéž vzniká nový pás opevnění jako zdokonalení v podobě zemních čtyř půlkruhových, zároveň snad i čtyř hranolových bašt na západní straně města. Na východní straně se patrně jednalo o čtyři hranolové bašty. Opevnění hradeb mělo dotvářet patrně celkem asi 13 hranolových či půlválcových bašt v rozestupu asi 50 metrů a měla se členit na devět úseků. Jednalo se tak o druhou fázi rozsáhlé výstavby opevnění.   

K bourání hradeb a opevnění docházelo postupně během počátku 18. století a zejména během 19. století z důvodu bránění provozu. Zanikla tak Dolní brána roku 1826 a Horní brána k roku 1880. Výraznou úpravou prošla Lázeňská fortna, která byla zazděna a dům Na brance byl zbořen. Vstup do města namísto gotického točitého schodiště nahradilo cihlové dvouramenné schodiště a věž byla upravena na vyhlídku s parapetem roku 1885 dle návrhu Karla Wischina. V této době se věži začalo přezdívat Hladomorna kvůli údajnému věznění ve spodní části věže.

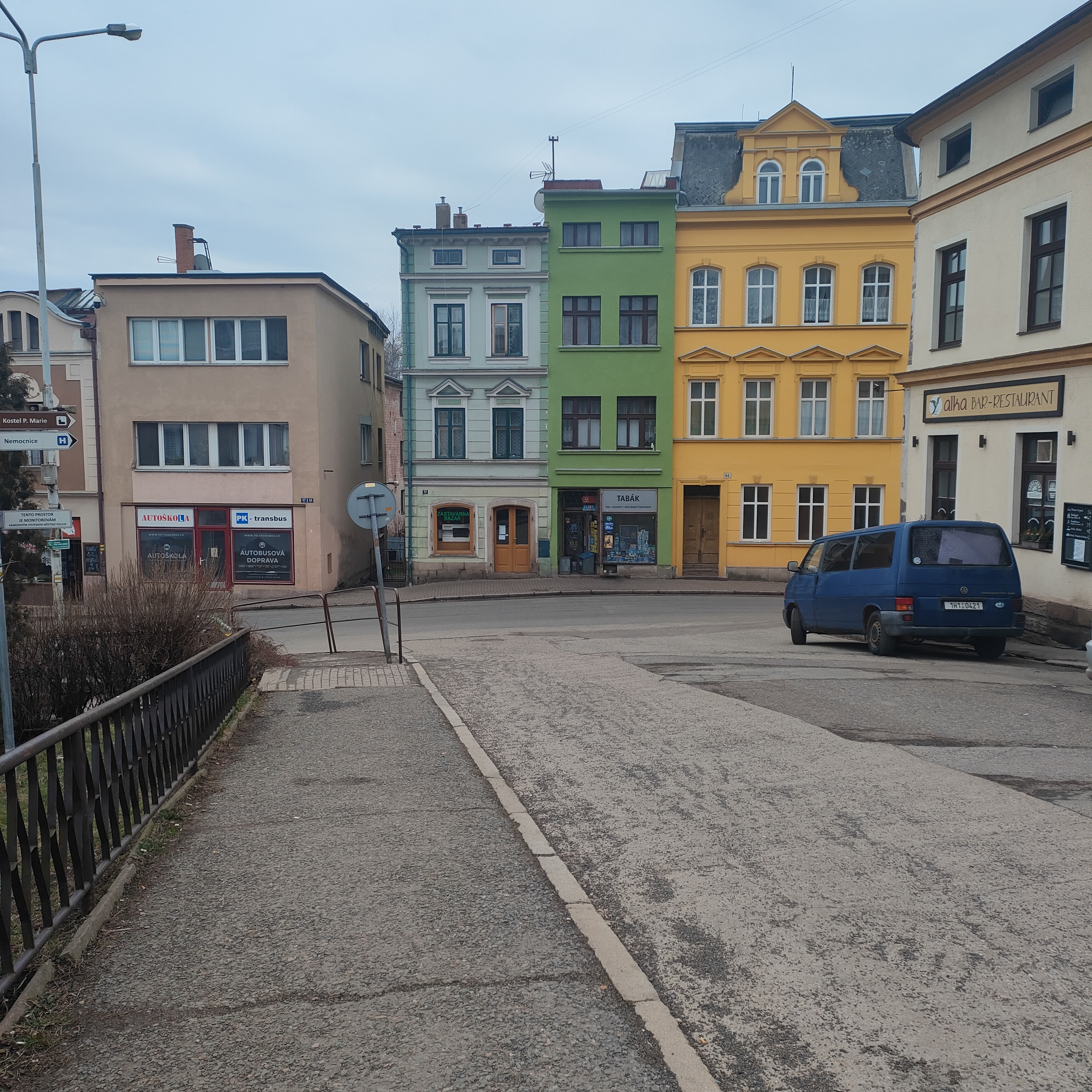
Vjezd do města u bývalé Dolní brány
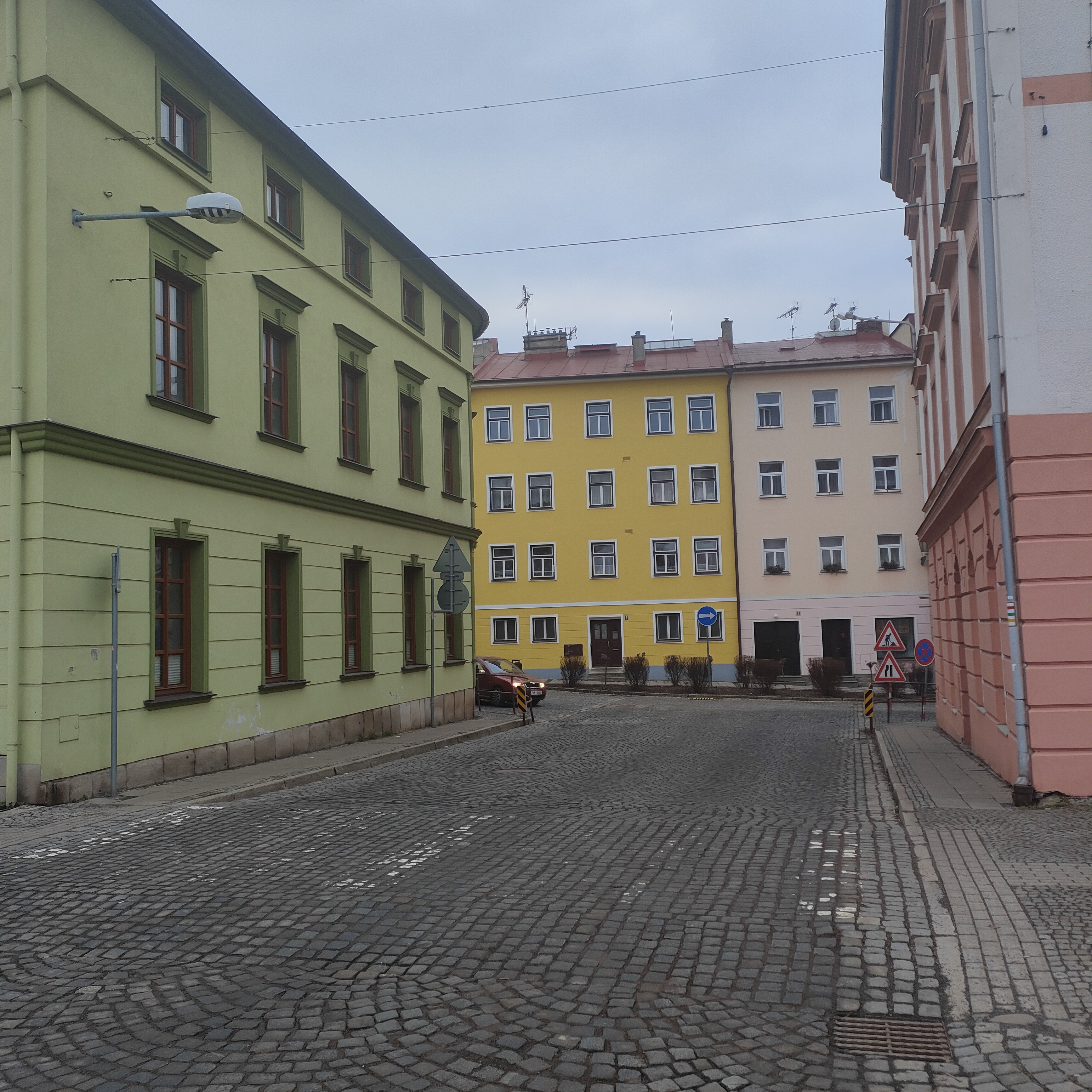
Původní poloha Horní brány
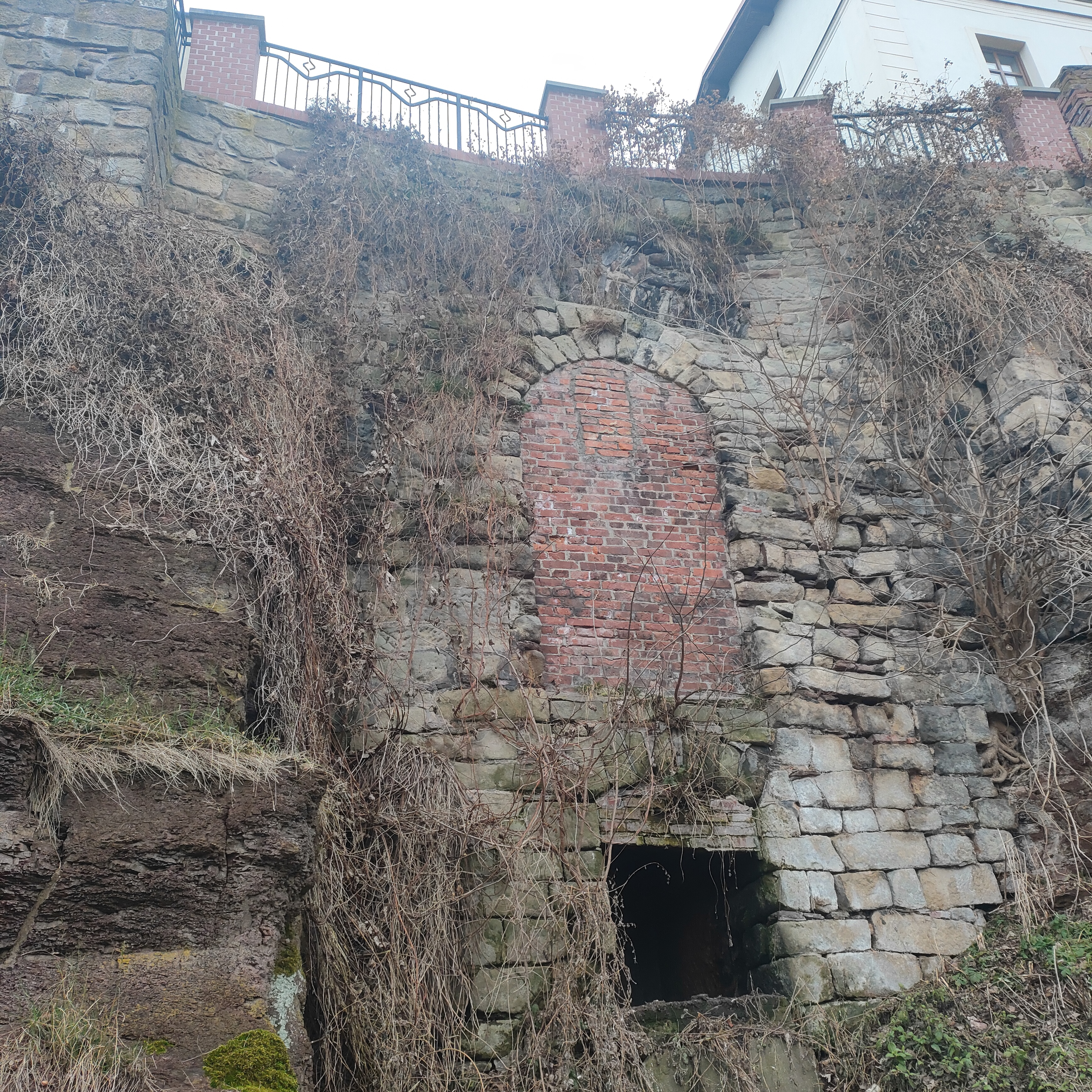
Bývalá Lázeňská branka
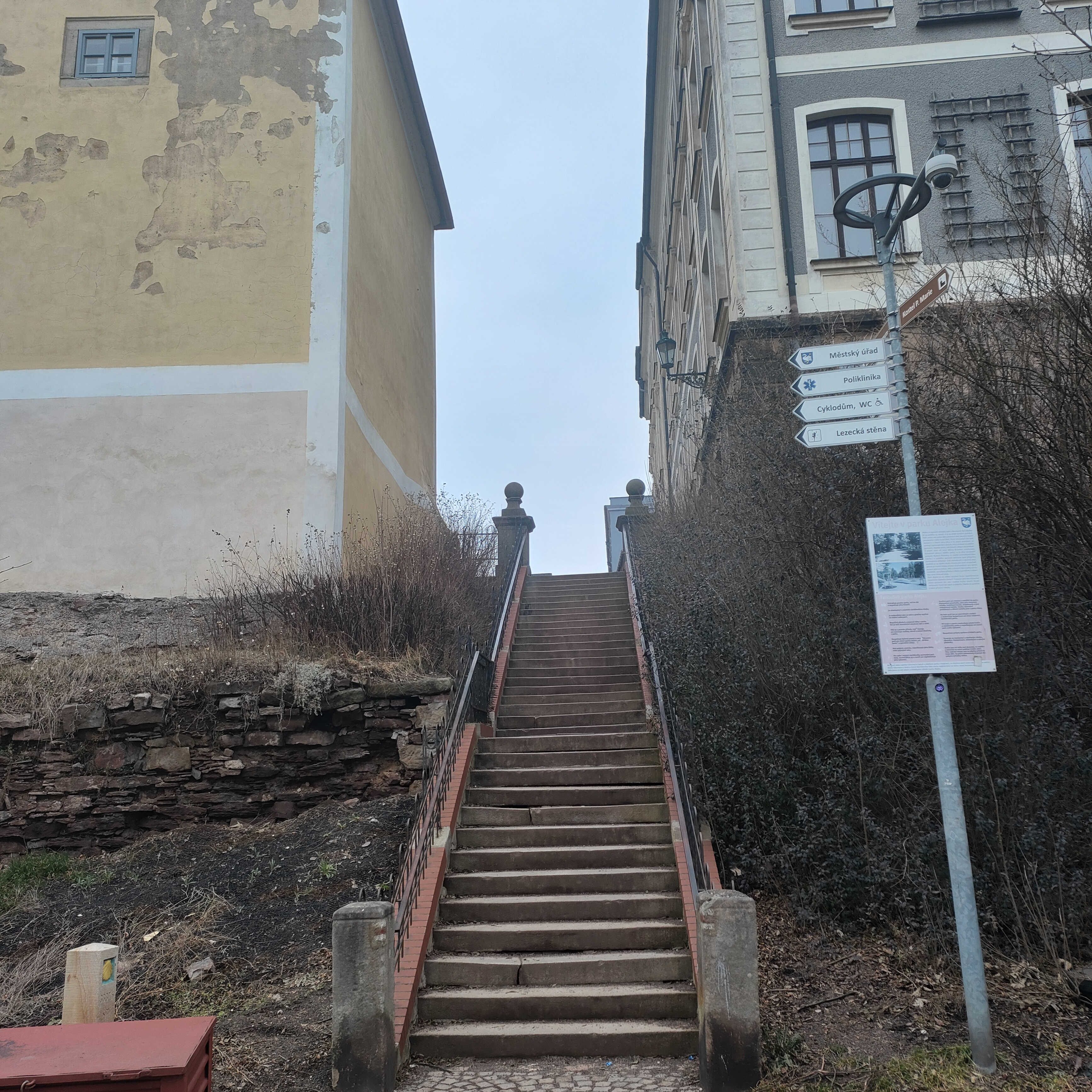
Kostelní branka u Kostelního náměstí (vstup do města od západní strany)

## Současnost a dochované části opevnění

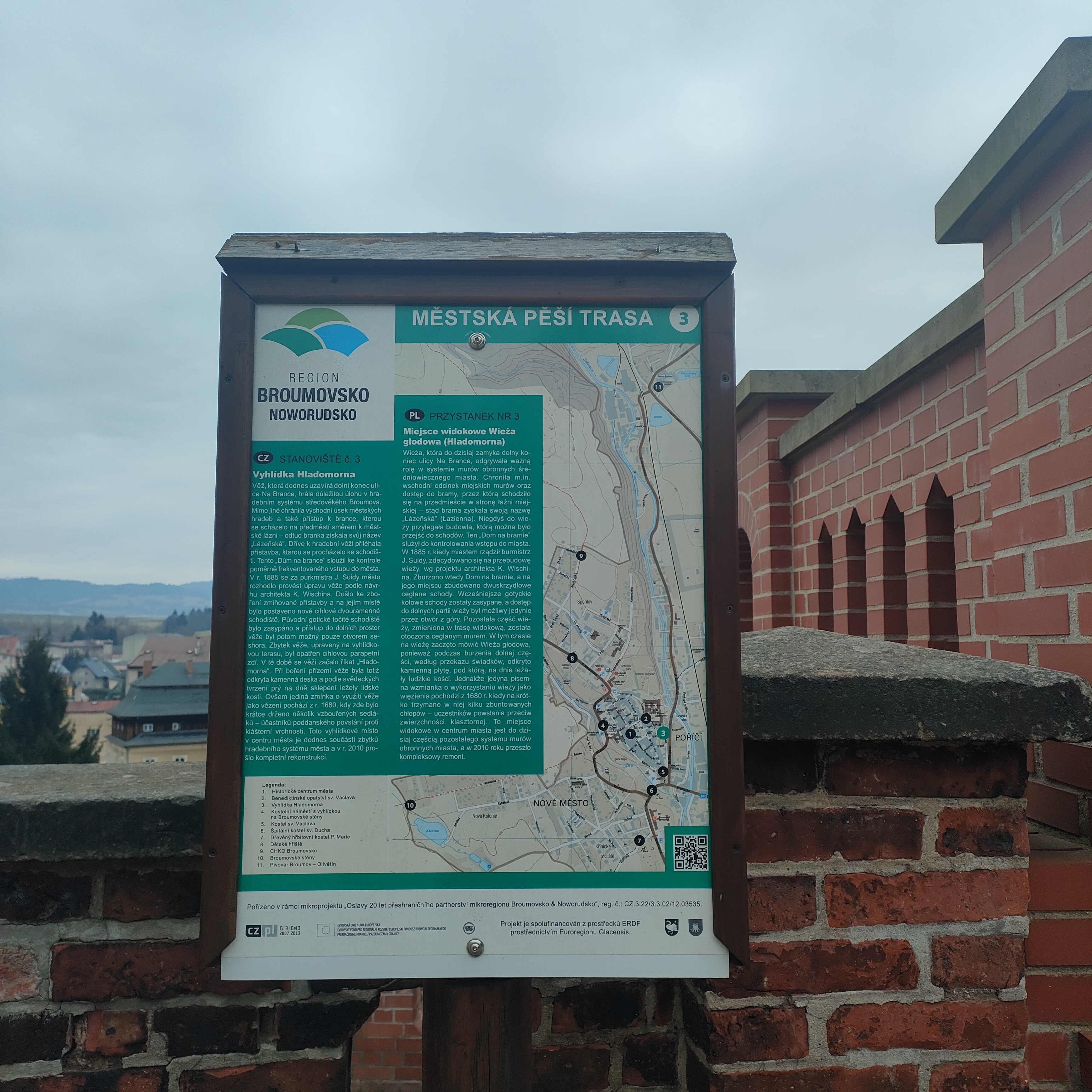
Městská naučná stezka u opevnění (stanoviště č. 3)

Hradby se nacházejí zčásti dochované po celém obvodu historického jádra dnešního města s výjimkou jižní části. Postupně tvoří dochované celky, které spadají pod památkovou ochranu – tedy:
- Úsek sever – u Střelnice (krátký pozůstatek hradební zdi)

- Úsek západ  – pás opevnění u Kostelního náměstí s nájezdovou rampou, ohradní zdí (16 m na délku, výška přibližně 6–7 m) a přilehlou Kostelní fortnou s farou začleněnou do obranného celku (bašta) u kostela sv. Petra a Pavla, hradební zeď s náhrobky

- Úsek jihozápad – bývalý parkán u nynějšího parku Alejka, relikt polokruhové bašty a skryté torzo jižní brány u kostela sv. Václava
- Úsek východ (nejzachovalejší celek) – hranolová věž Hladomorna s celistvým pásem opevnění přecházející v kolmou příkrou stěnu u kláštera a přilehlé schodiště k Hladomorně u Lázeňské branky, výška přibližně 7 m
- Klášterní opevnění – skalnaté podloží se zbytky opevnění, v současnosti komplex broumovského kláštera a přilehlé zahrady

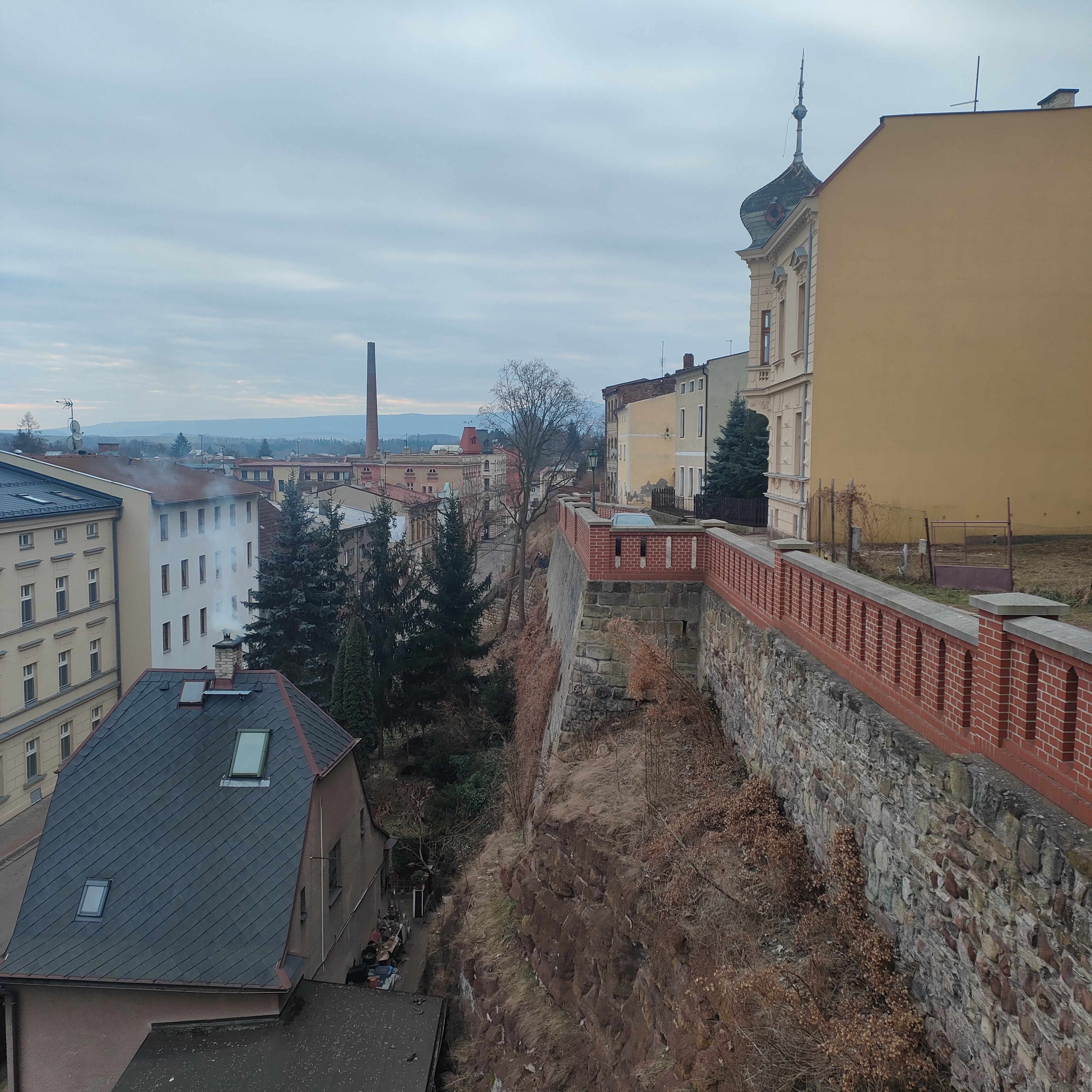
Výhled z hranolové bašty (vyhlídka Hladomorna) na východní pás opevnění u bývalé Lázeňské branky (dnes zazděná)

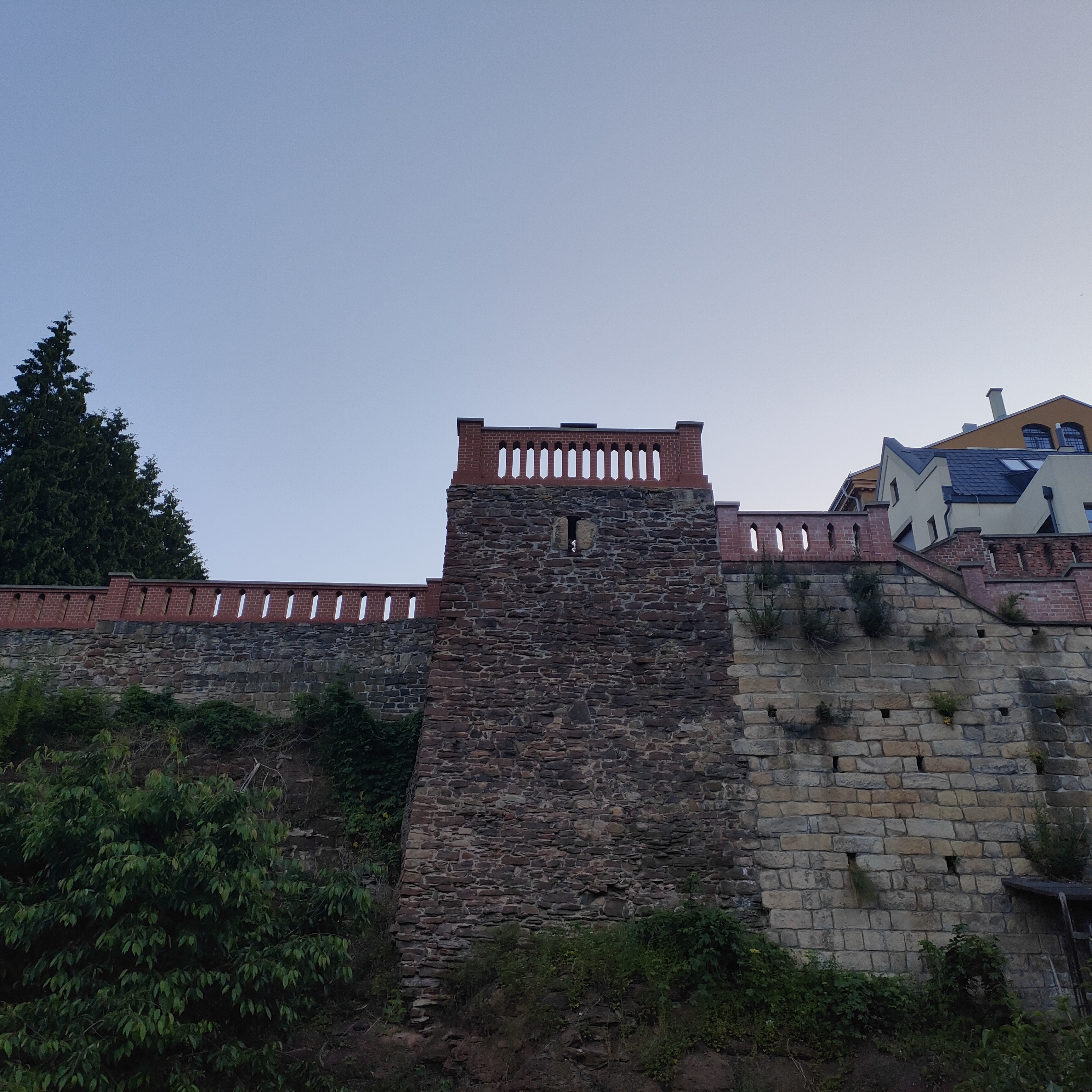
Pohled na bývalou hranolovou baštu s dnešní vyhlídkou Hladomorna u východní linie opevnění

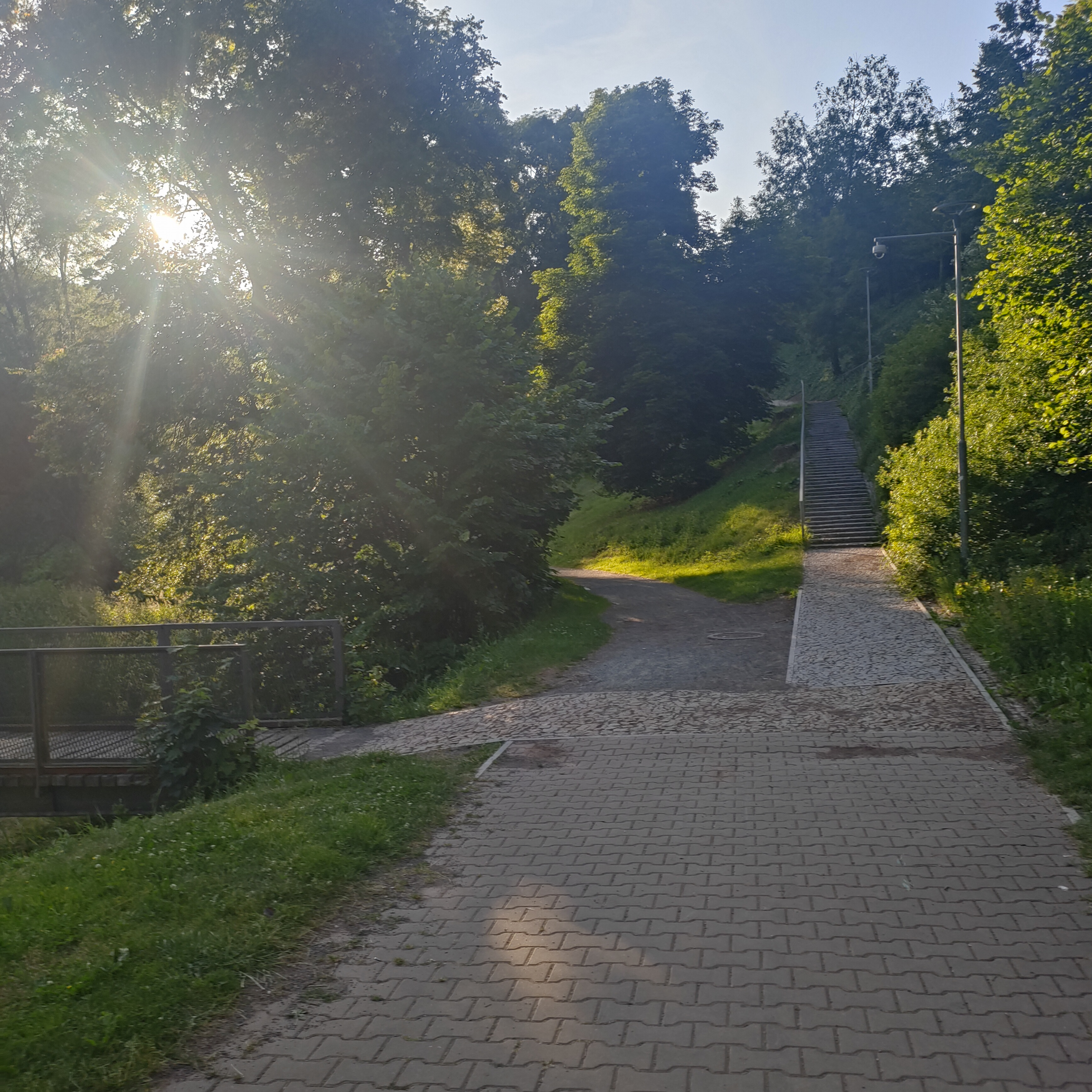
Park Alejka jako původní místo parkánu

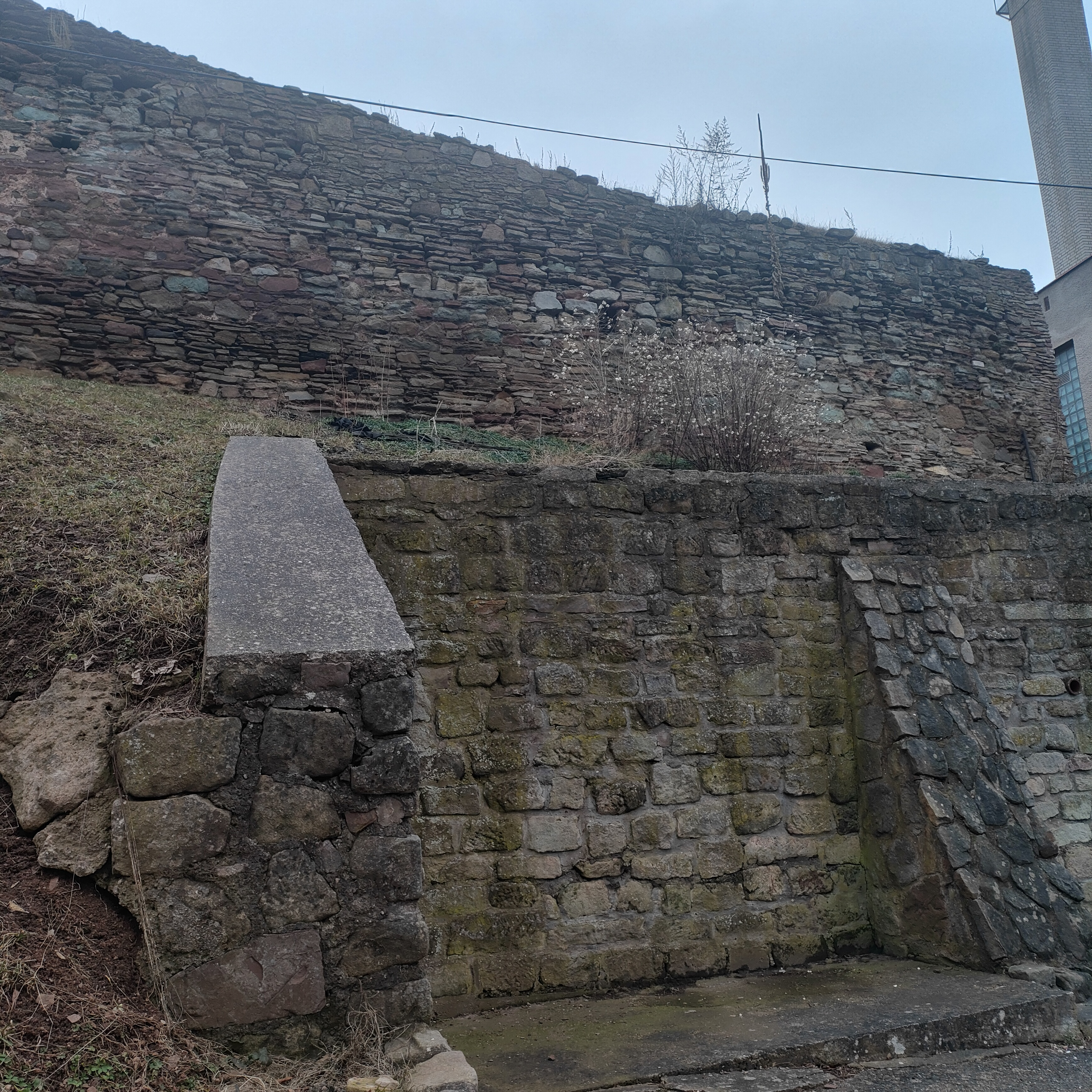
Pozůstatek hradeb u ulice Střelnická
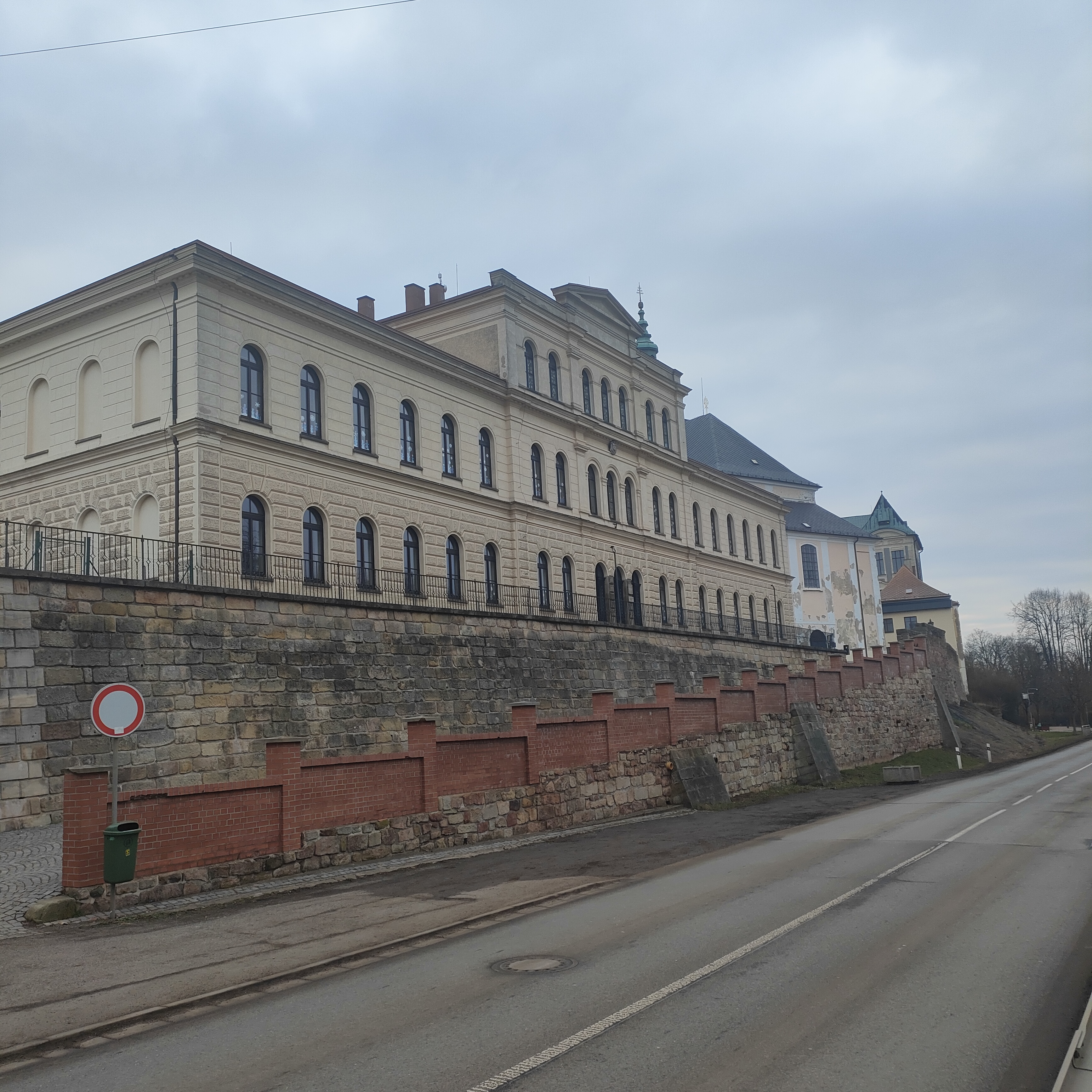
Pás severozápadního opevnění s dnešní školní budovou (ulice Střelnická)
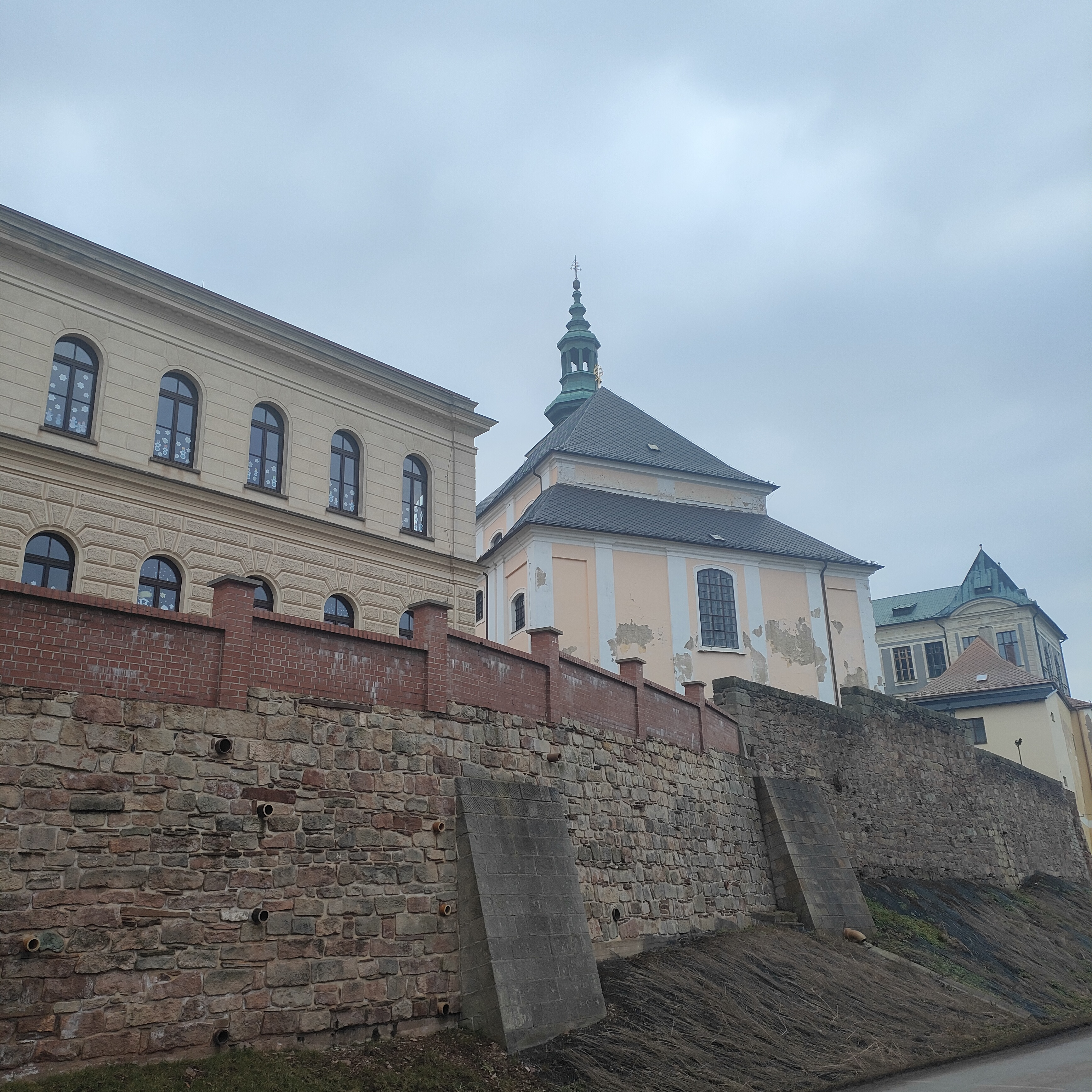
Opevnění pod Kostelním náměstím
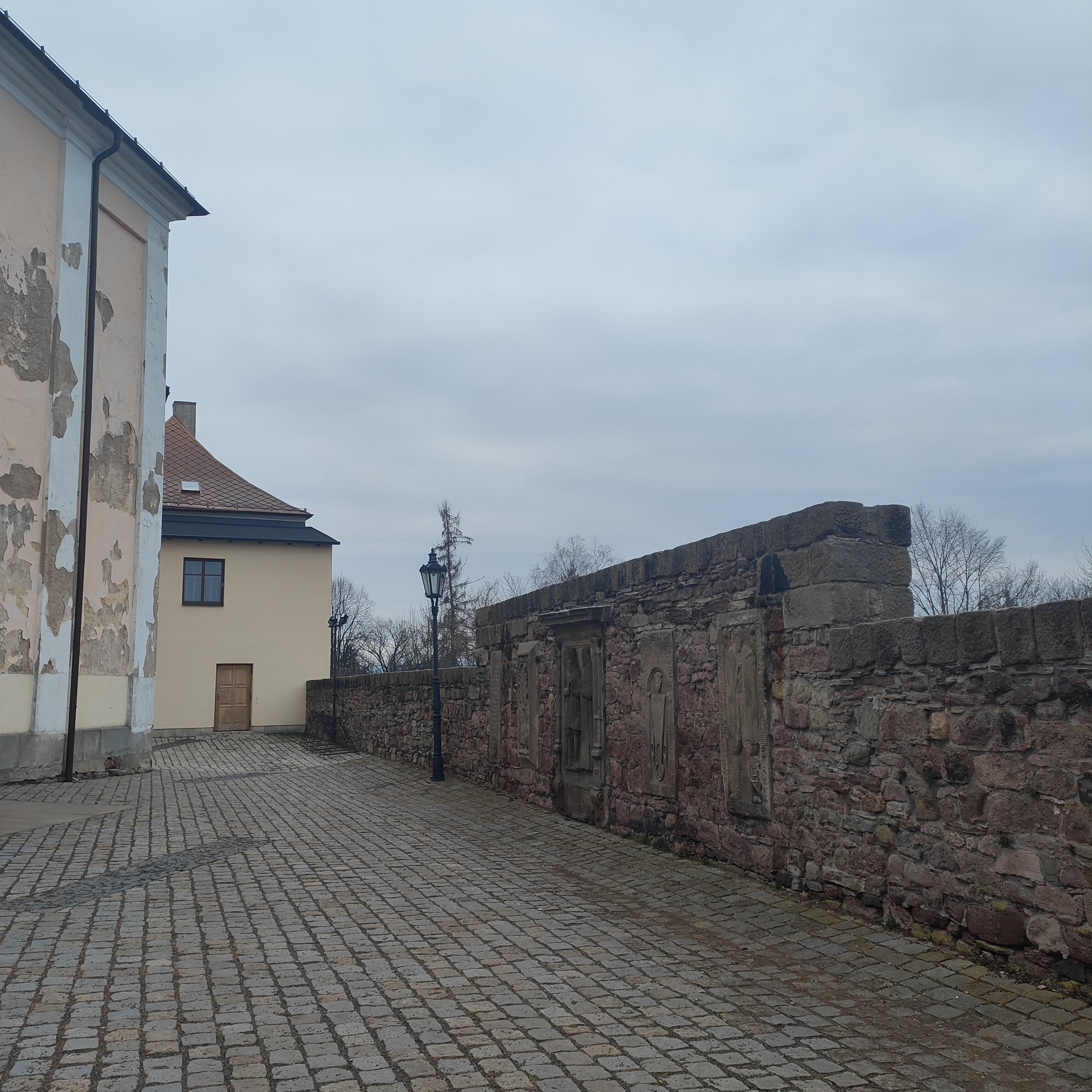
Hradba u Kostelního náměstí s hradební zdí s reliéfy náhrobků
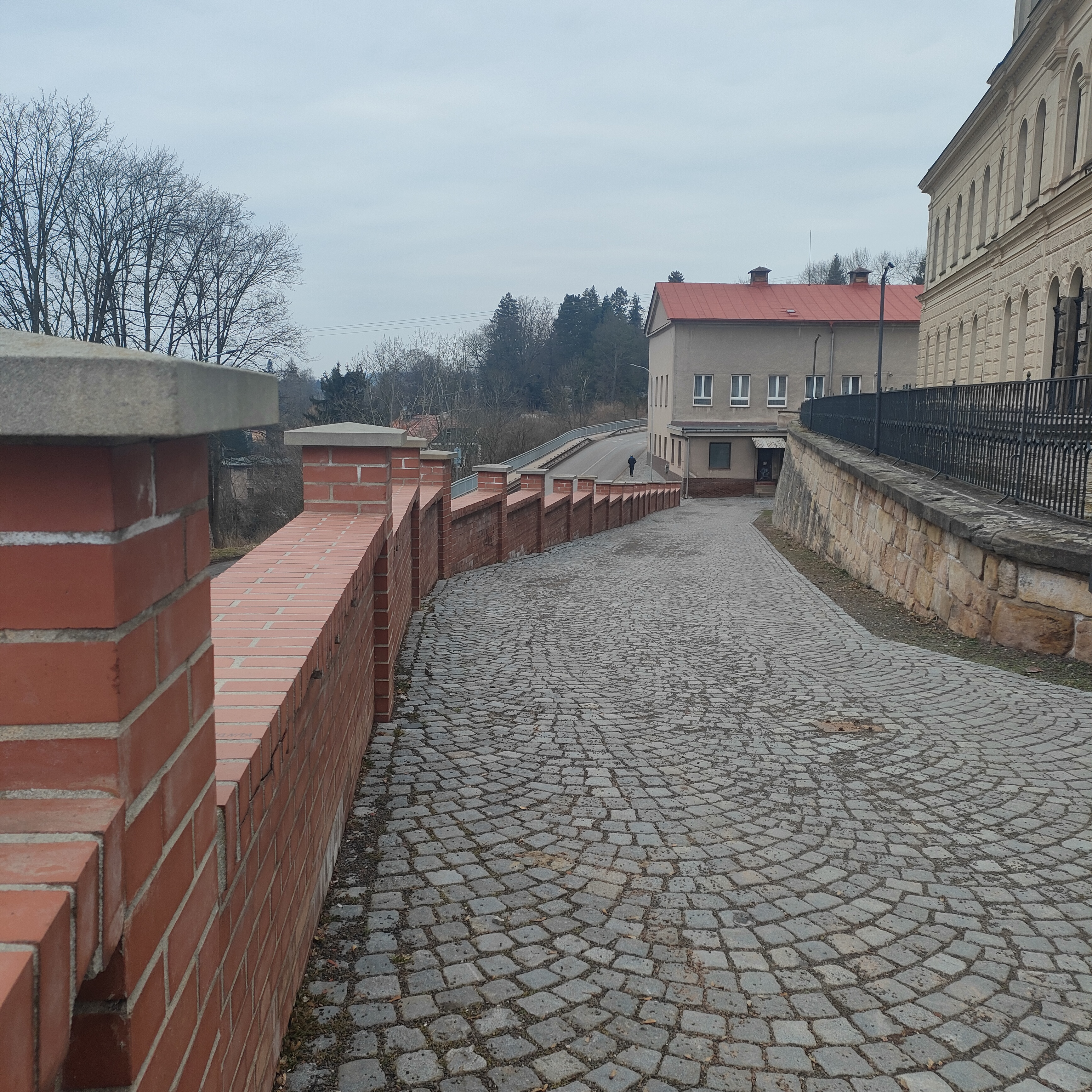
Nájezdová rampa hradby u Kostelního náměstí
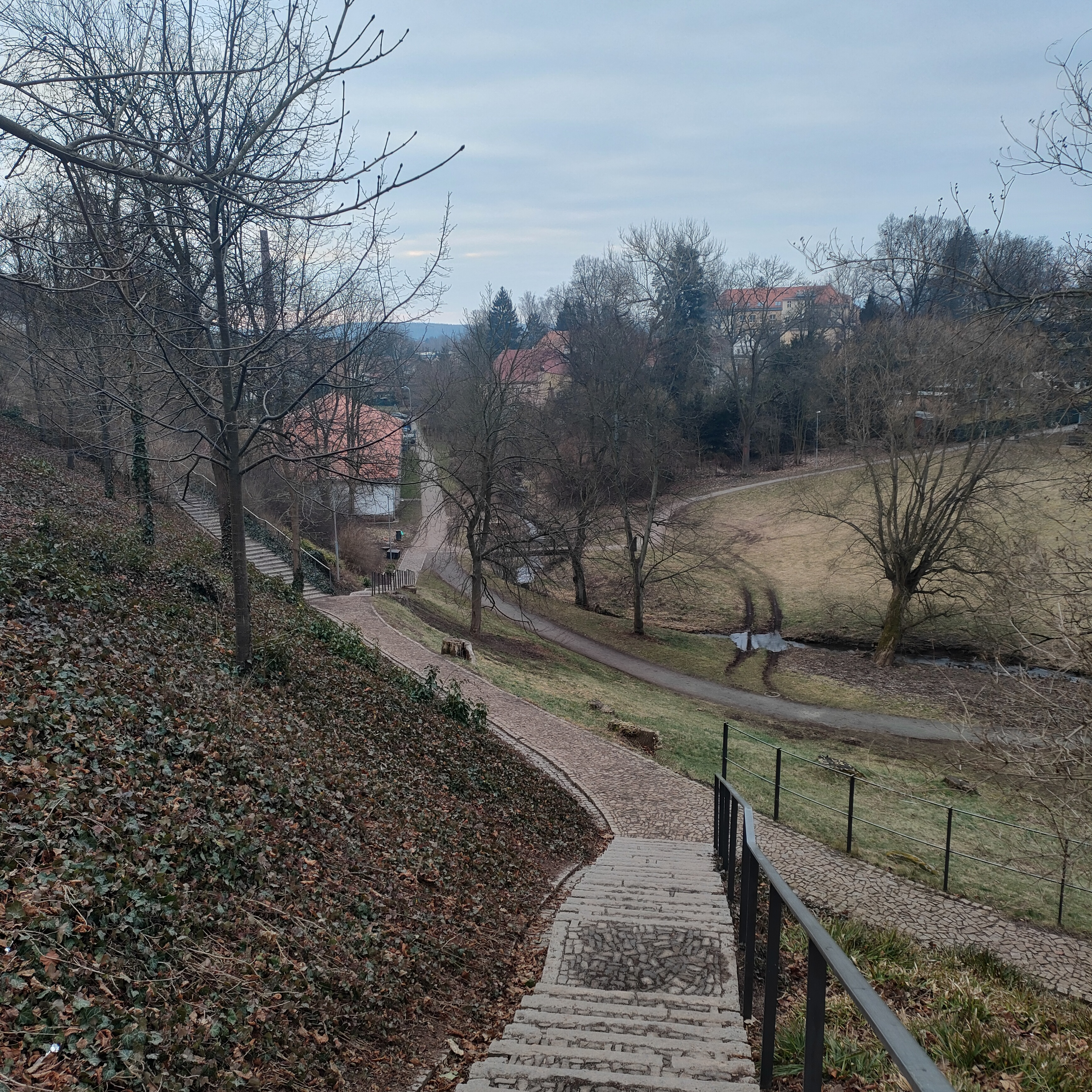
Strmý svah parku Alejka
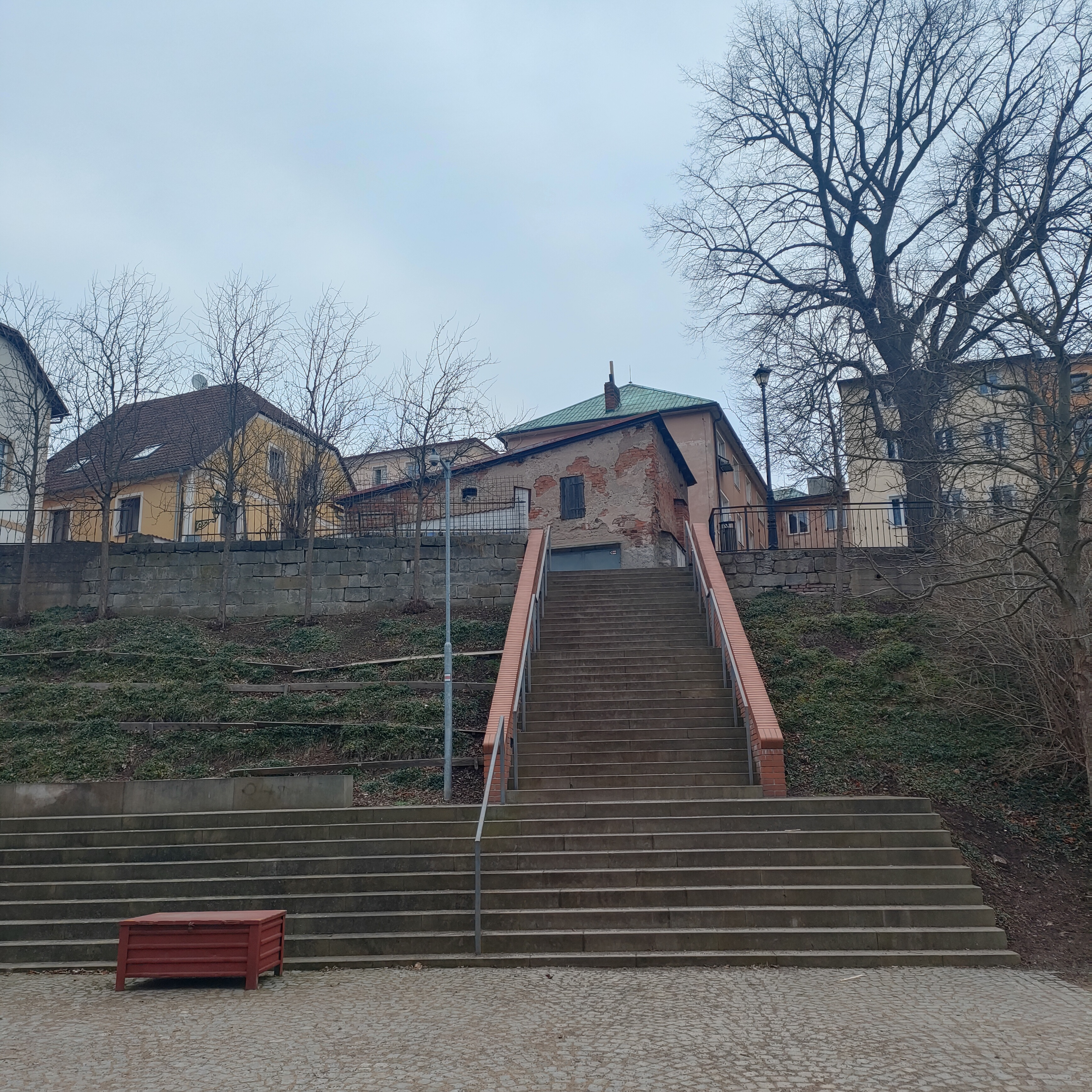
Podoba reliktu opevnění v parku Alejka s bývalým parkánem
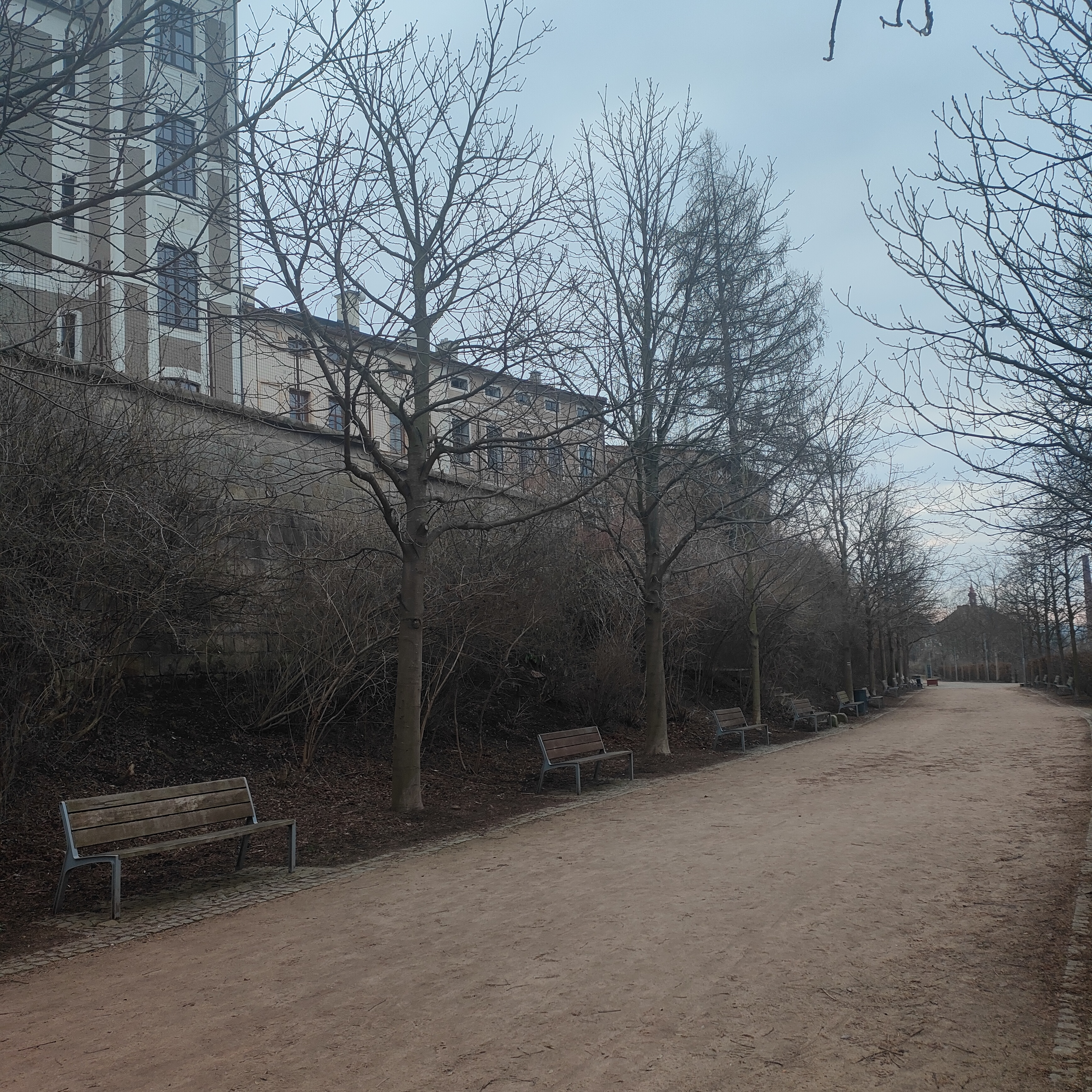
Park Alejka s bývalým prostorem parkánu
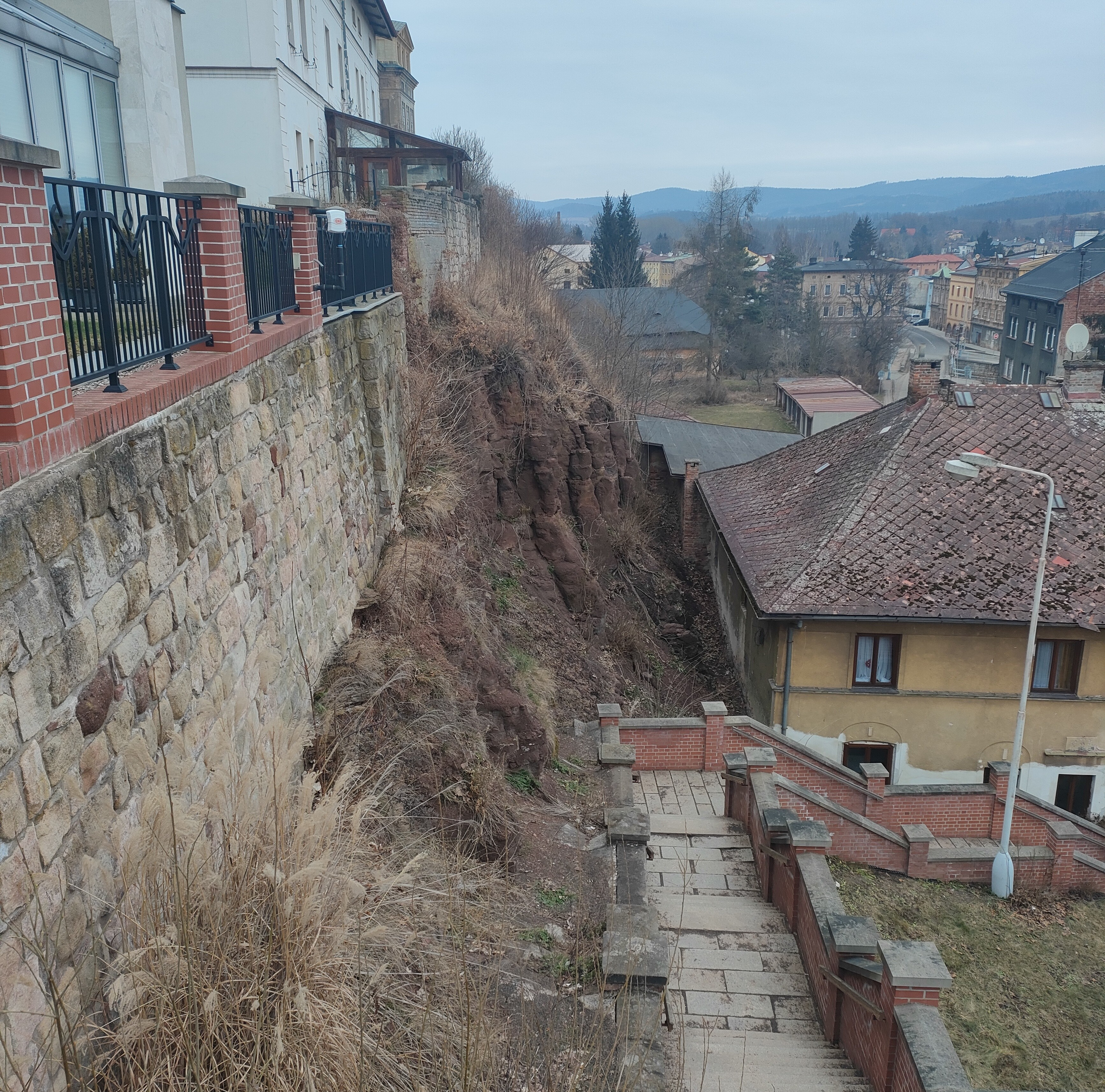
Východní linie broumovského opevnění s bývalou Lázeňskou brankou u Hladomorny
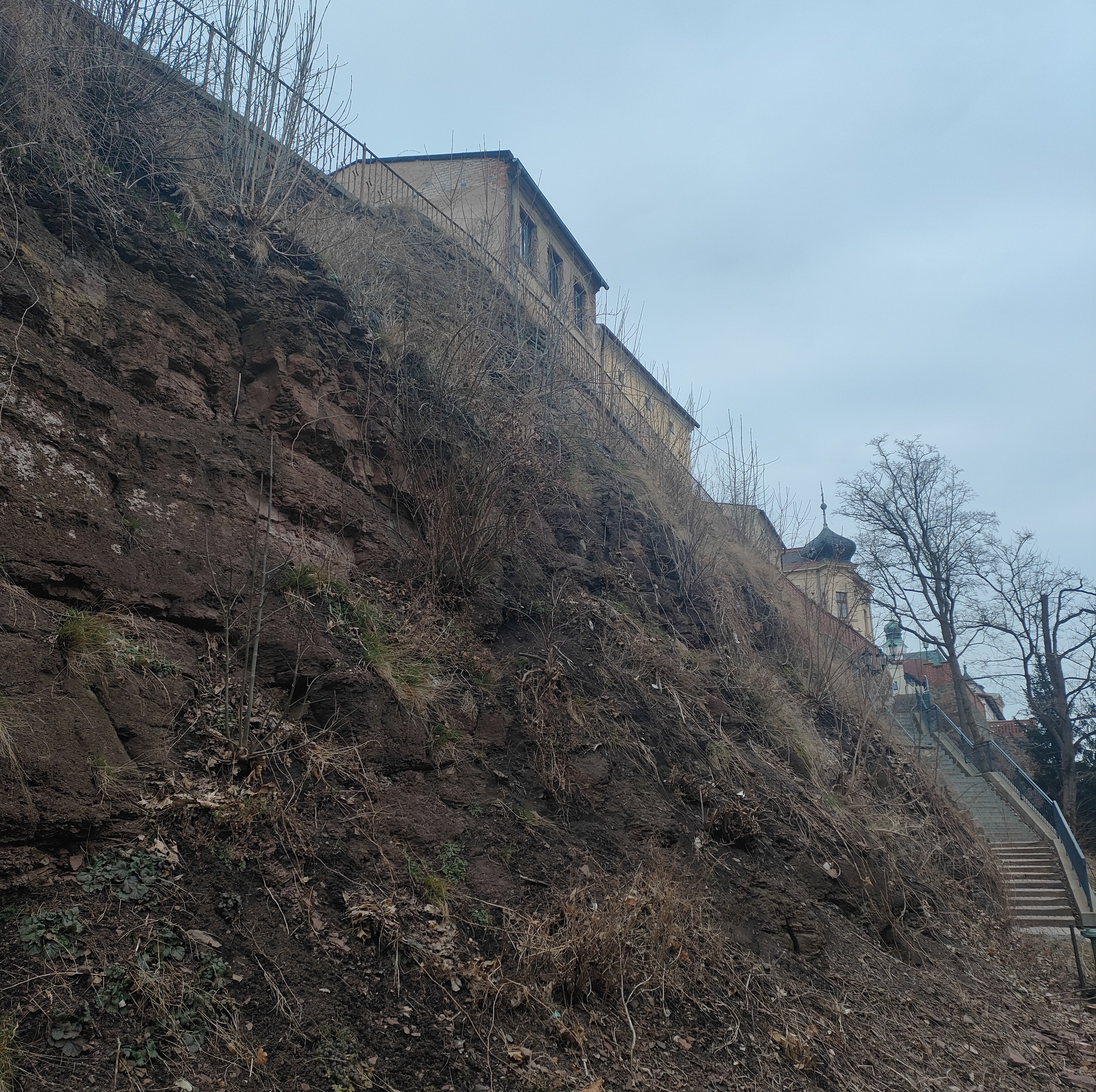
Východní pás opevnění (ulice Na Příkopech)
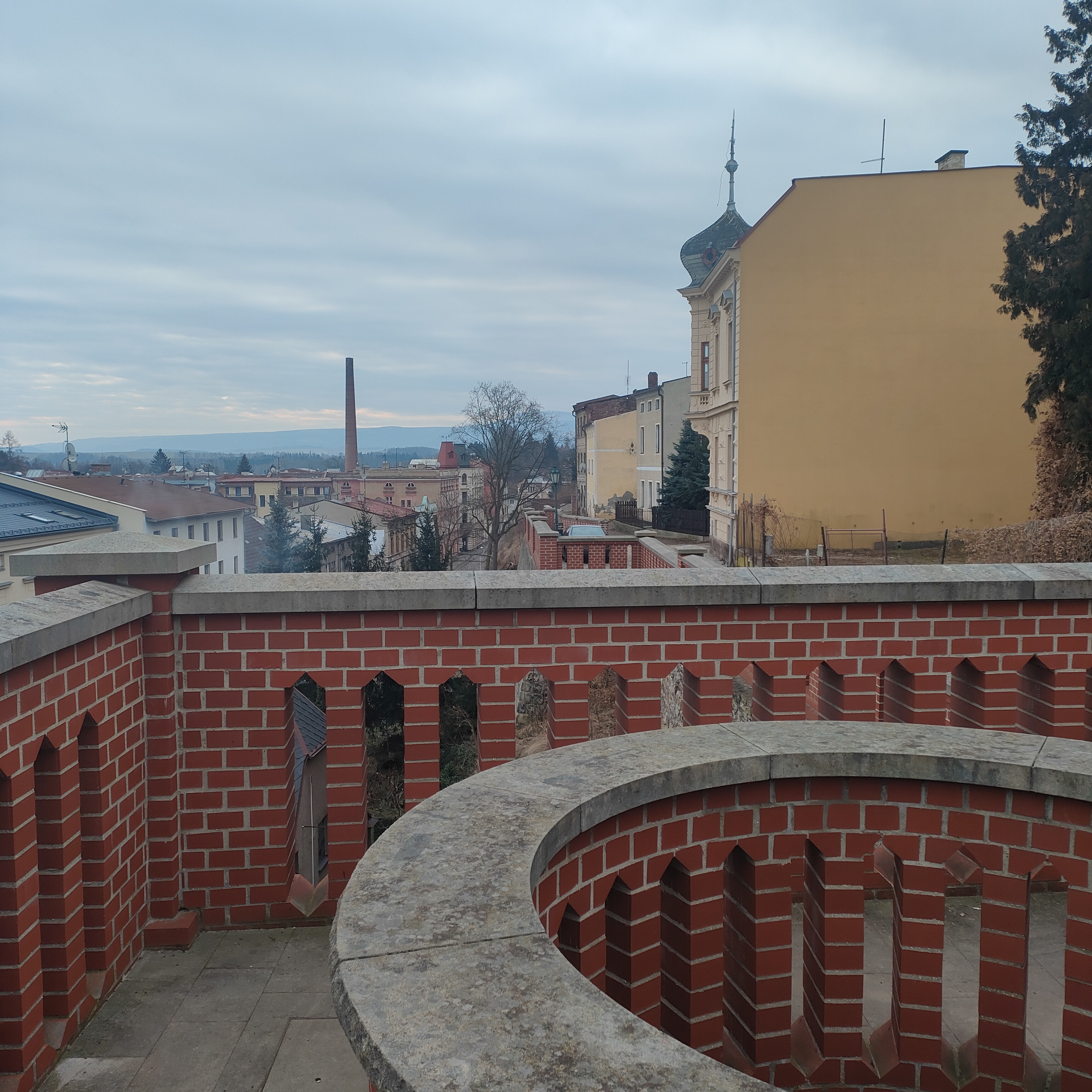
Parapet s vyhlídkou Hladomorna

Od roku 2013 jsou městské hradby součástí Městské pěší trasy se stanovištěm č. 3, které se věnuje historii opevnění u parapetní vyhlídky Hladomorna (bývalá hranolová bašta). Tento úsek prošel kompletní rekonstrukcí roku 2010. Celková rekonstrukce opevnění v podobě částečného přezdívání a statického zajištění probíhala v letech 2005–2010.